# Biserica de lemn din Lăzești

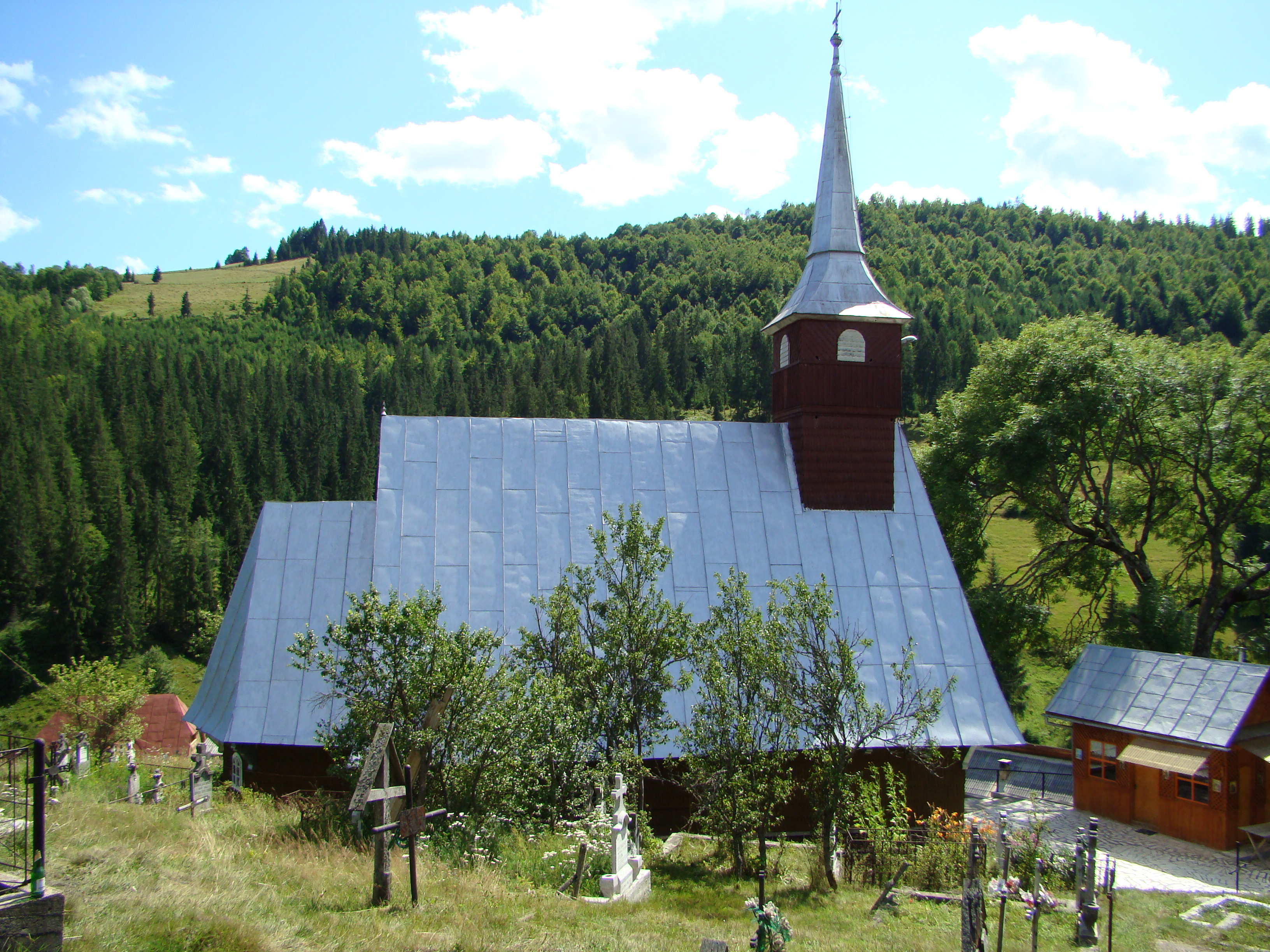
Biserica de lemn „Sfinții Arhangheli” din Lăzeşti, comuna Vadu Moţilor, județul Alba, foto: iulie 2009.

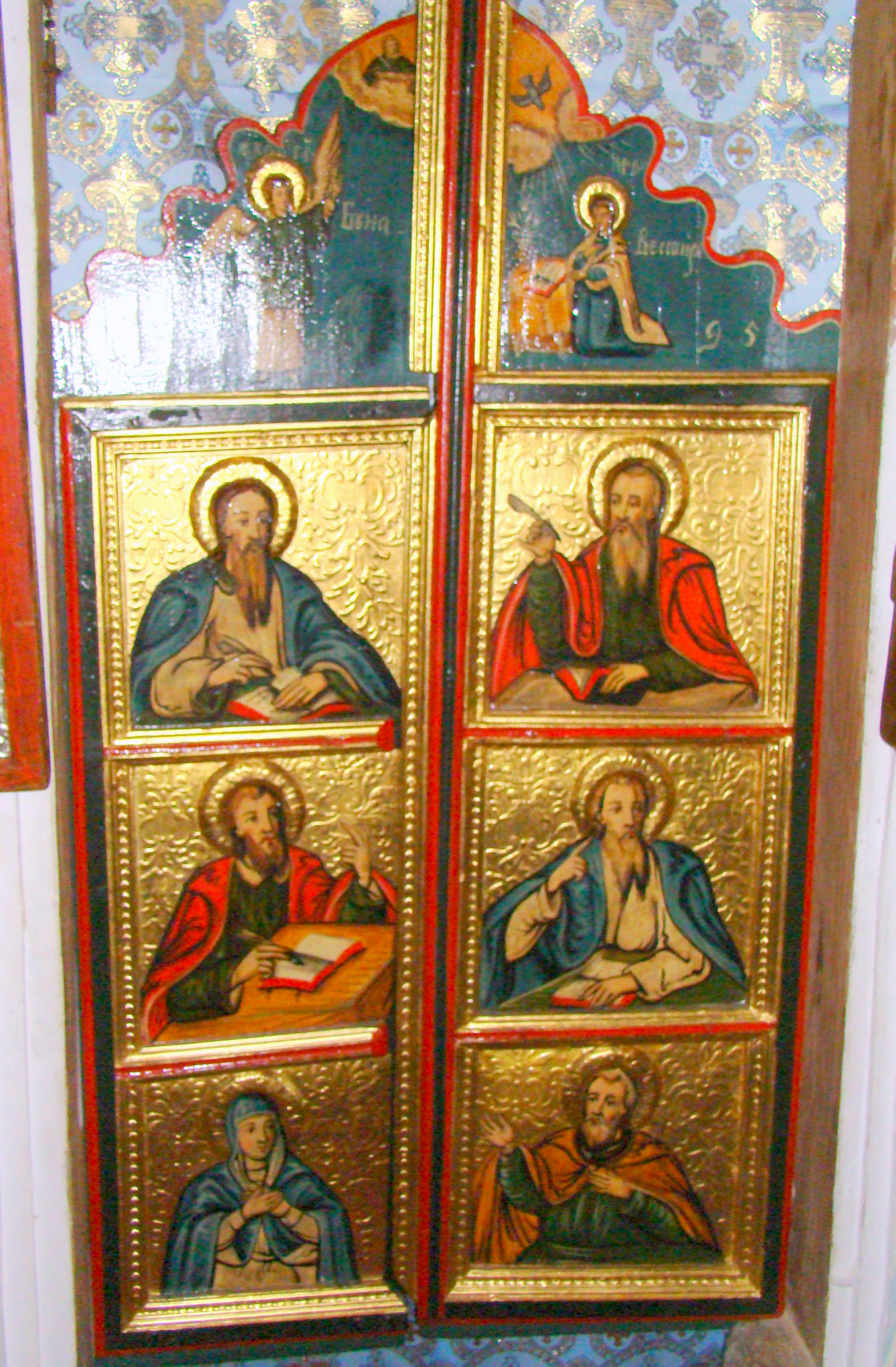

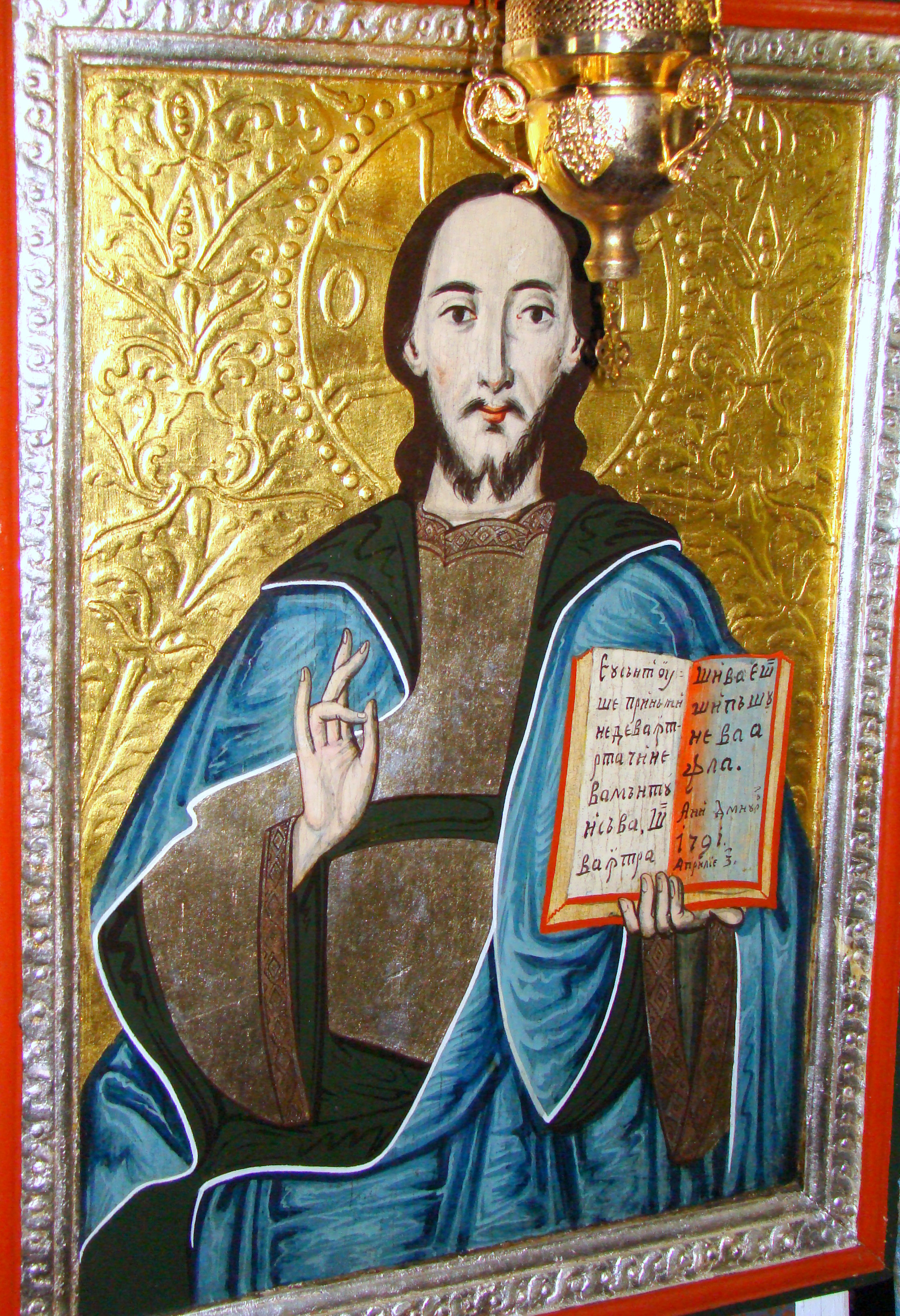

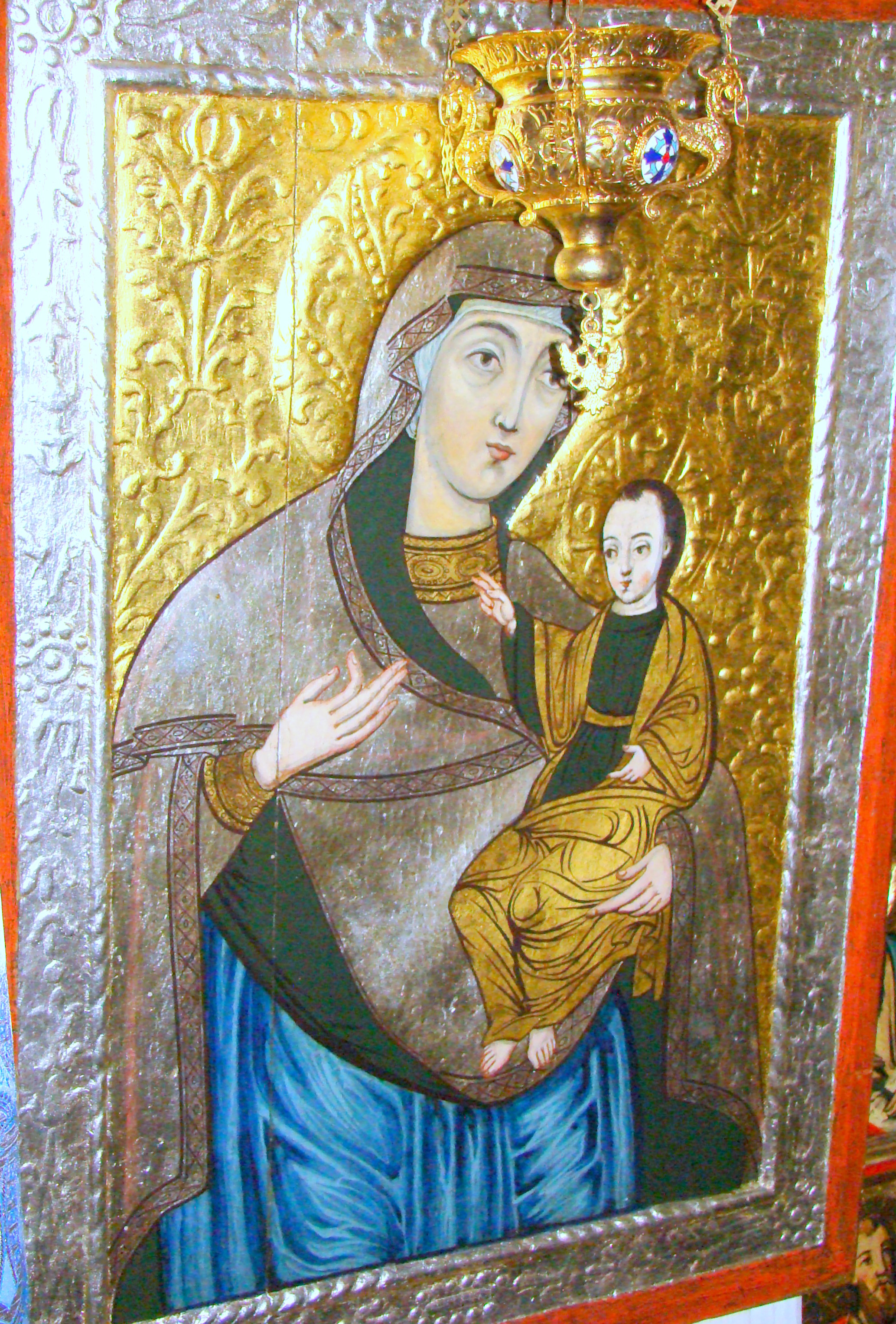

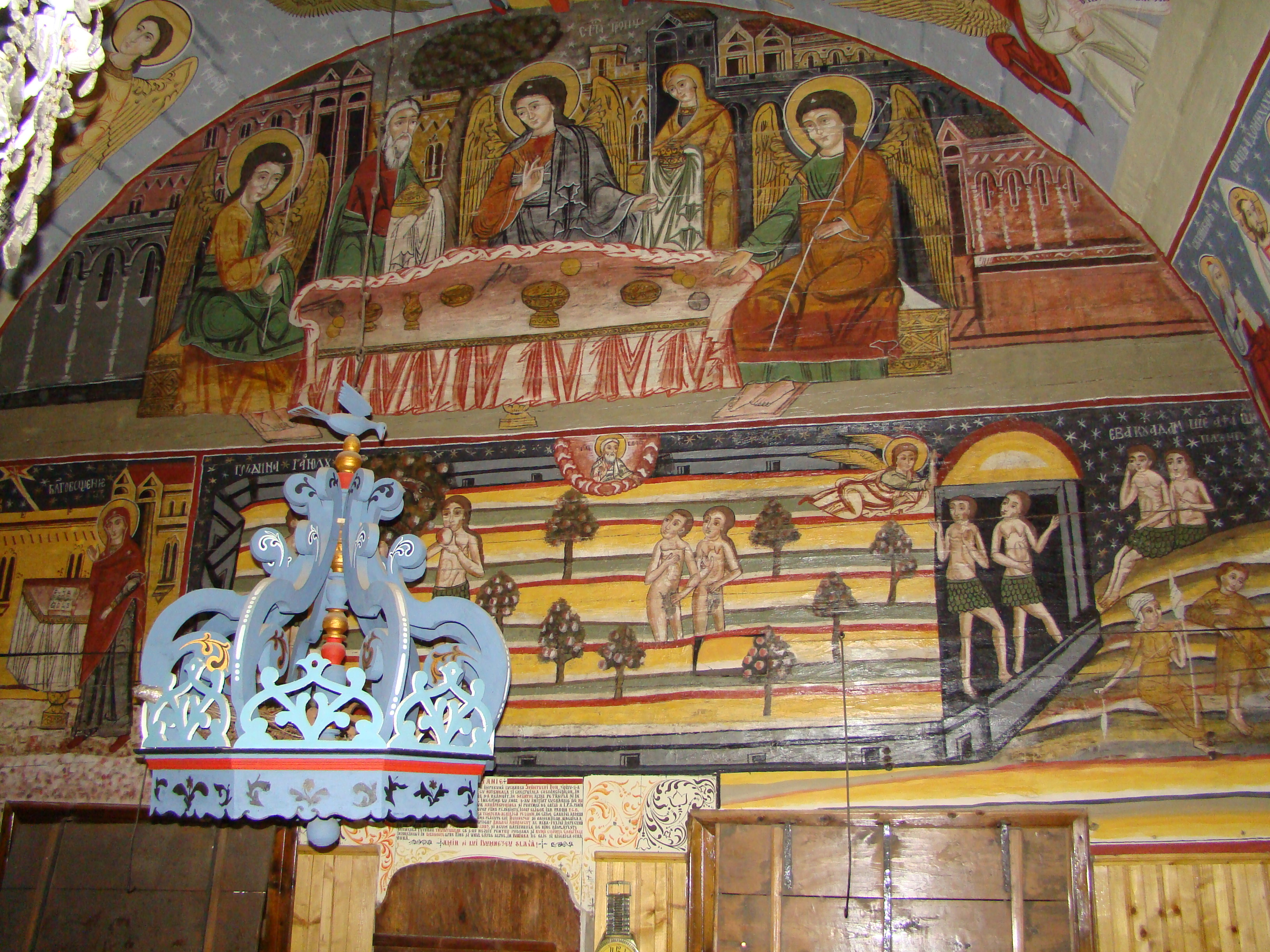

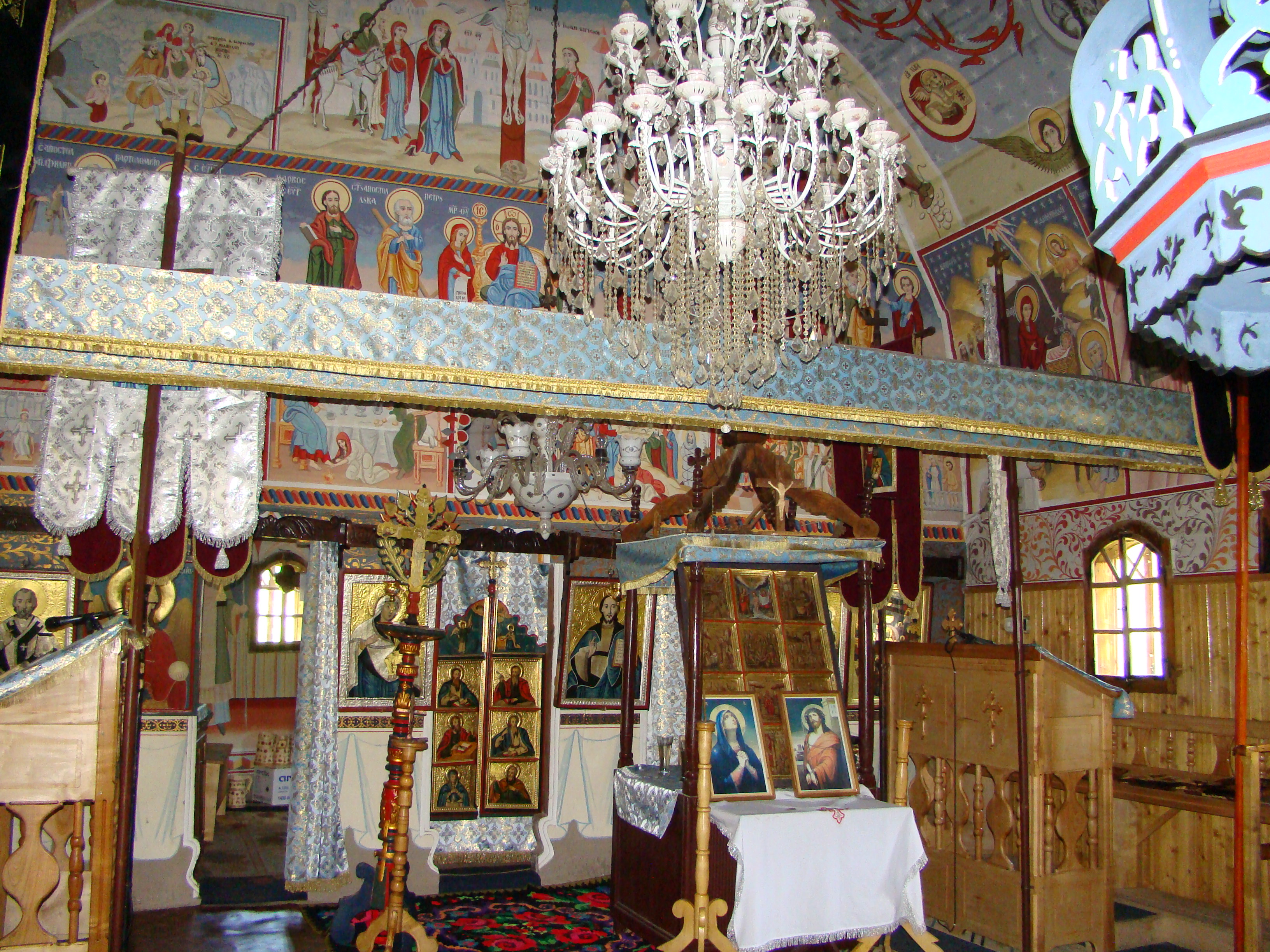

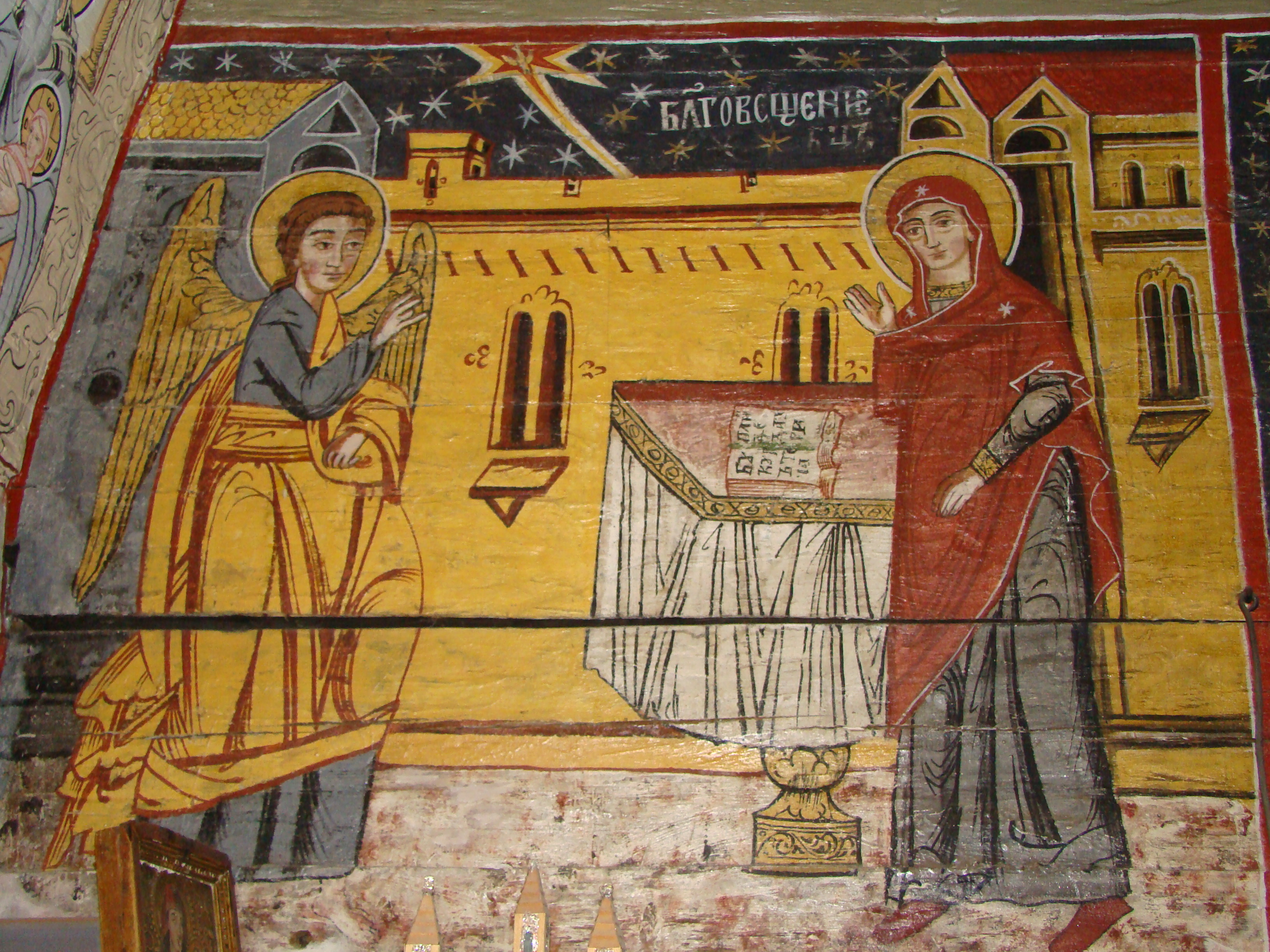

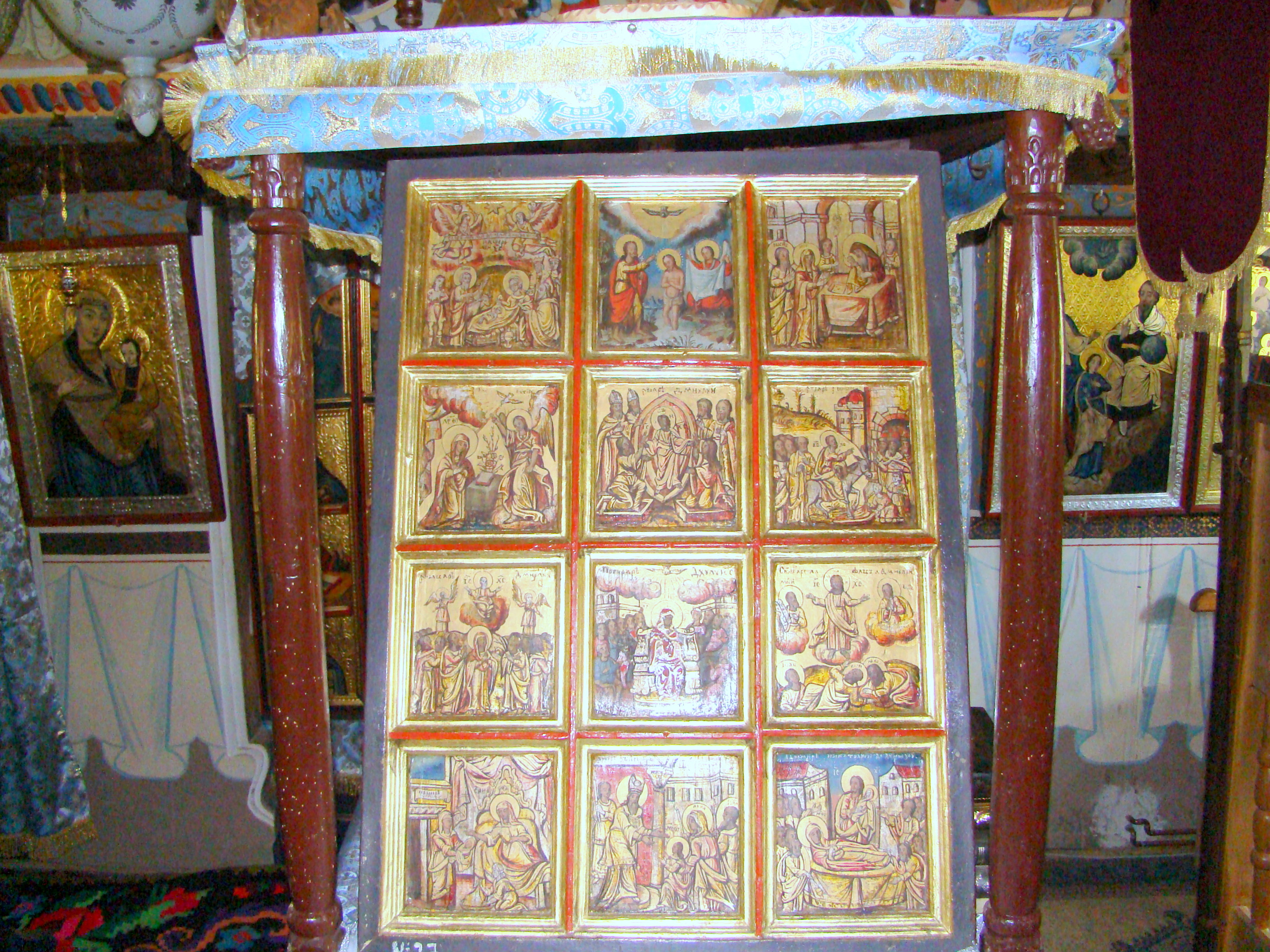

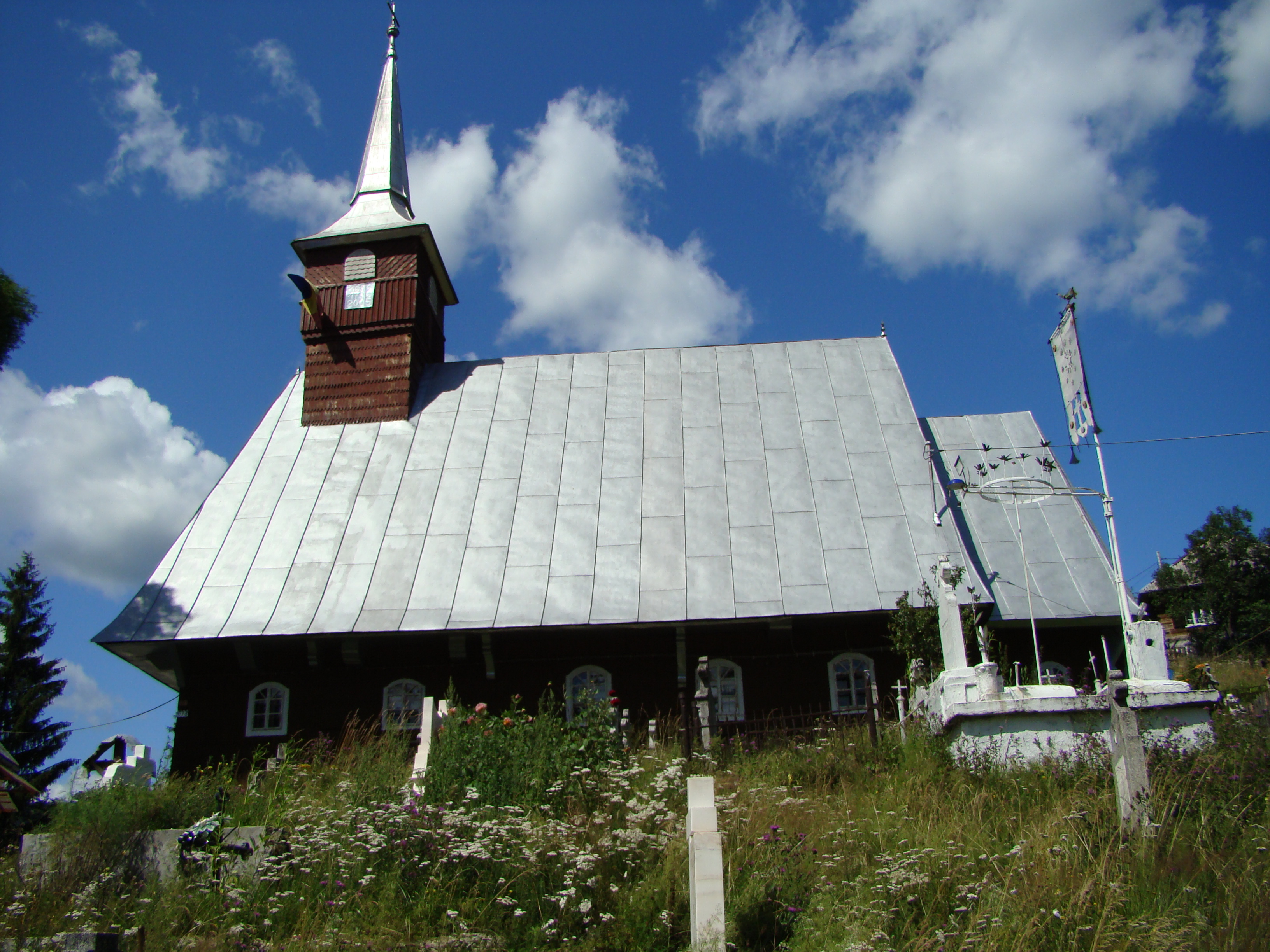

Biserica de lemn din Lăzești, comuna Vadu Moților, județul Alba, a fost construită în secolul al XVIII-lea, între anii 1700-1738, cu adăugiri în 1878. Are hramul „Sfinții Arhangheli Mihail și Gavriil” (8 Noiembrie). Biserica se află pe lista monumentelor istorice sub codul LMI:  AB-II-m-B-00242.

## Istoric și trăsături
Lăcașul, ridicat la începutul secolului al XVIII-lea, atrage atenția prin puzderia de cruci mici, simple sau sculptate, aninate sub ori deasupra brâului împletit ce decorează exteriorul pereților din bârne de stejar. Potrivit tradiției, aceste cruci s-au așezat la începutul secolului al XIX-lea, după ce o molimă a secerat viețile mai multor tineri din sat. Un element ce distinge biserica din Lăzești dintre celelalte monumente ale Văii Arieșului este absida altarului cu unghi în ax, cu patru laturi, lipsa pridvorului și acoperișul înalt, cu console masive, sculptate, ce susțin streașina amplă. Pictura interioară este opera a doi meșteri care au lucrat în perioade diferite: Tobias popa Gheorghe din Abrud (1741-1749) și Simion Silaghi (1792; 1817). Elementele sculpturale utilizate și la interior, imitând în lemn arhitectura din piatră - funia împletită, rozetele, dinții de lup, vrejurile, butonii - conferă un plus de decorativism bisericuței din Lăzești.

## Imagini din interior

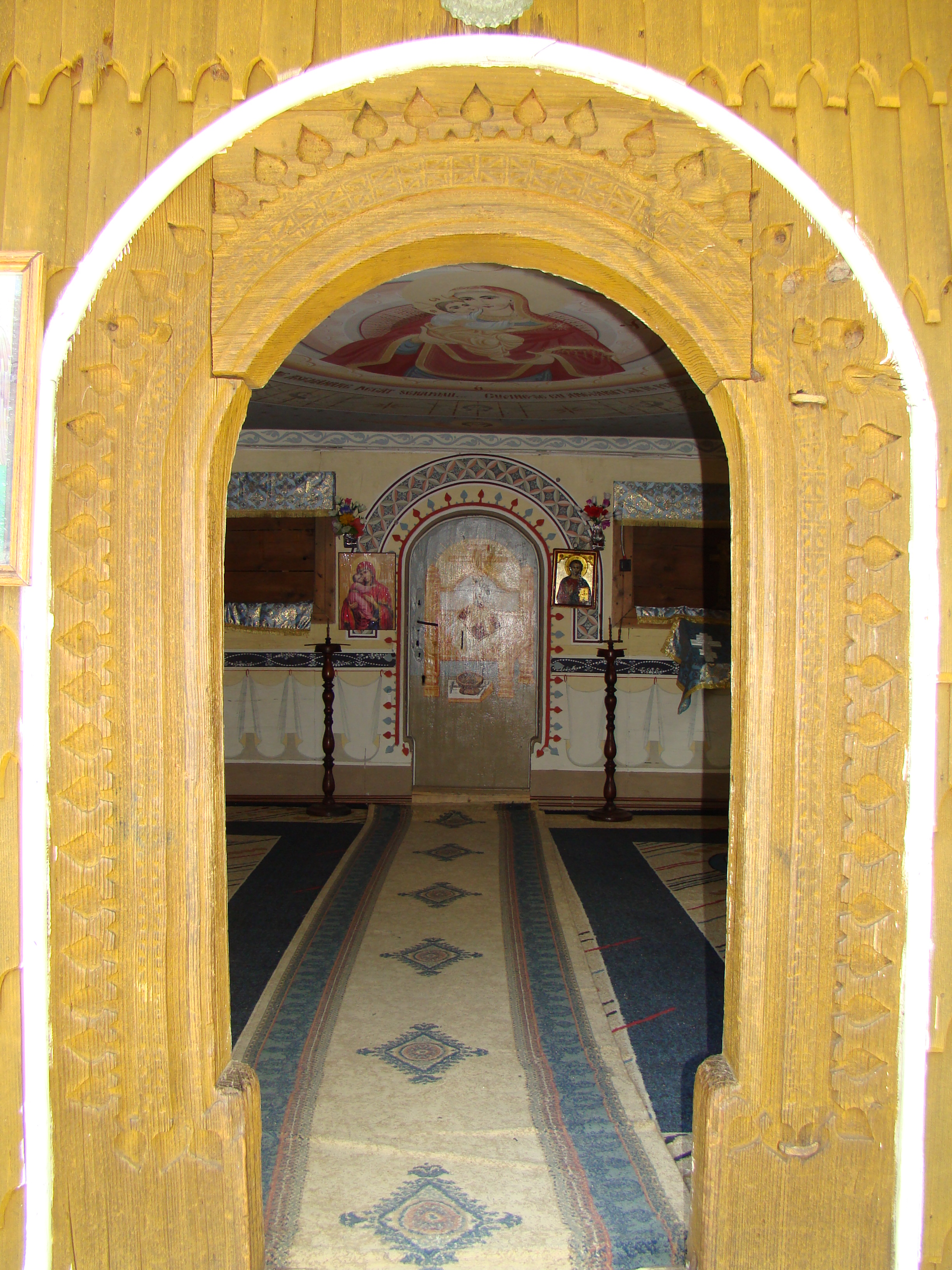
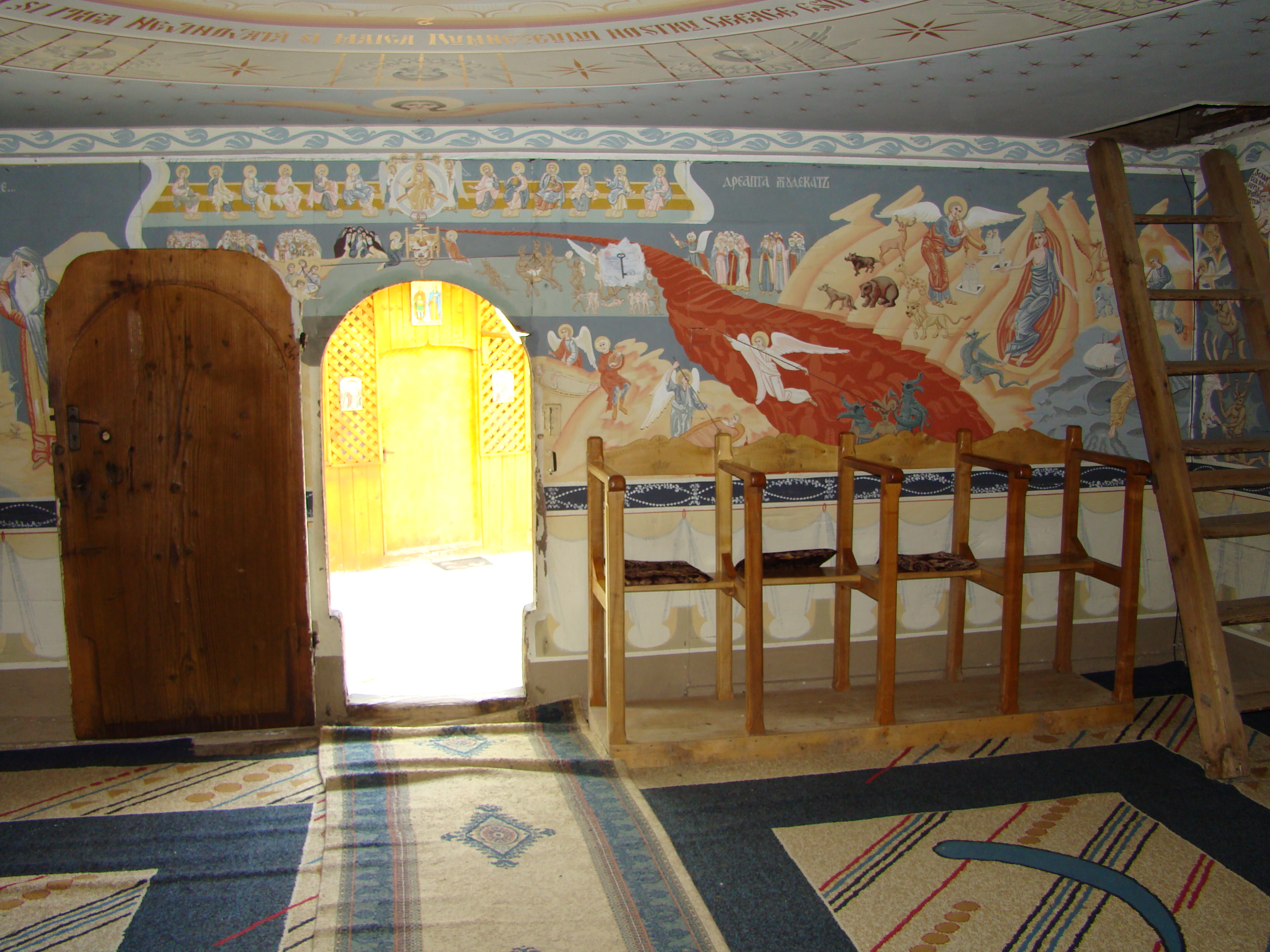
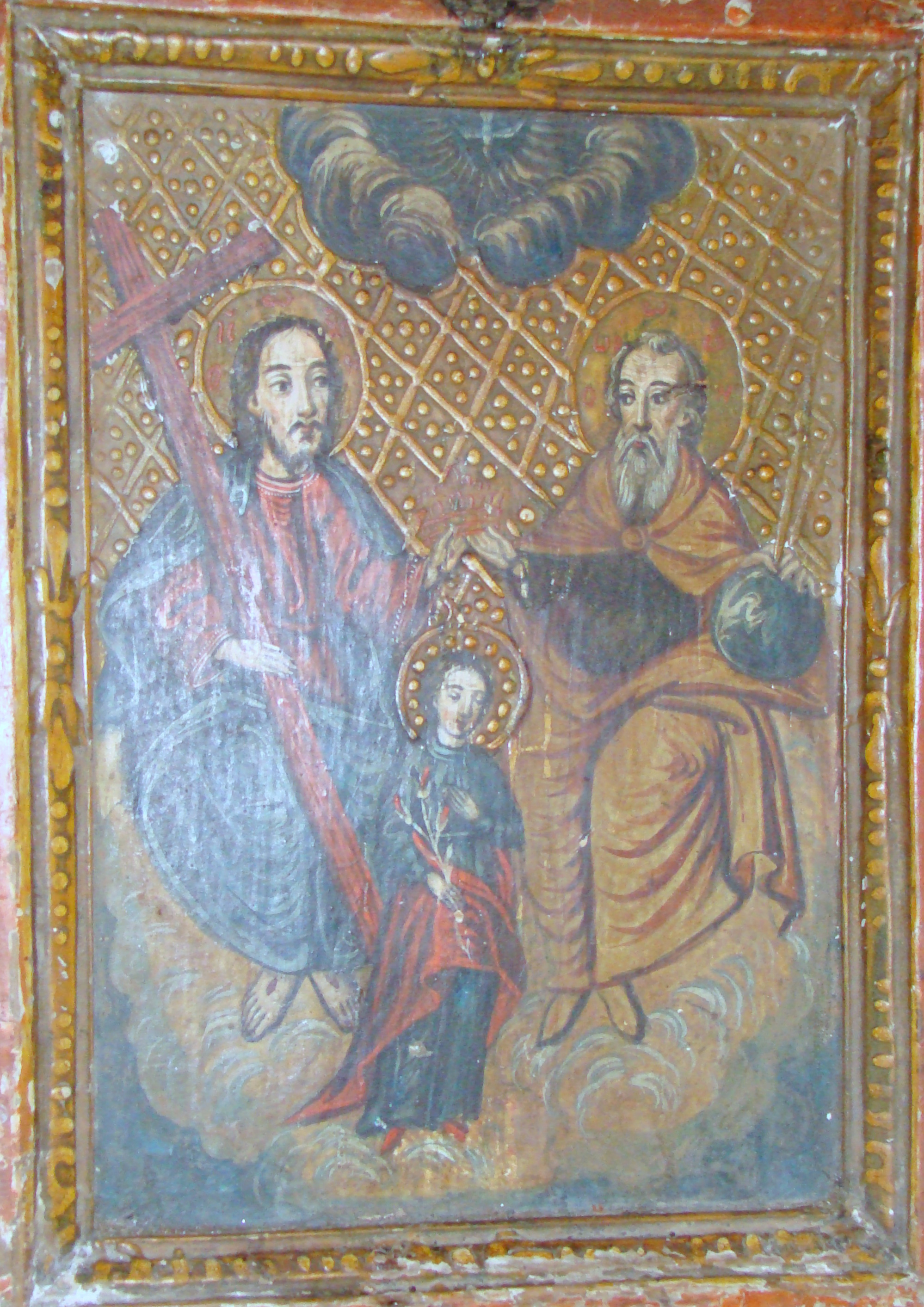
Încoronarea Fecioarei Maria
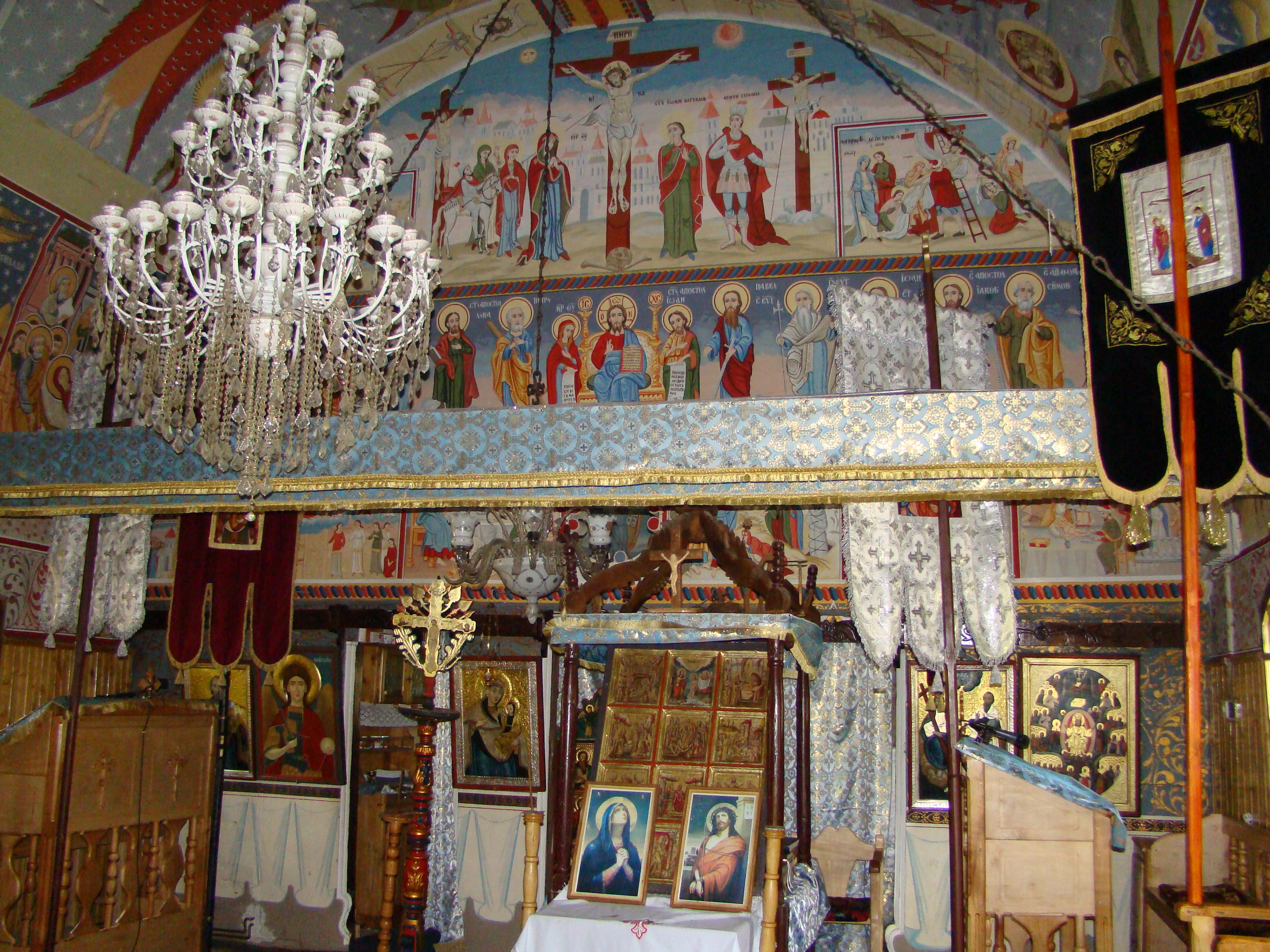
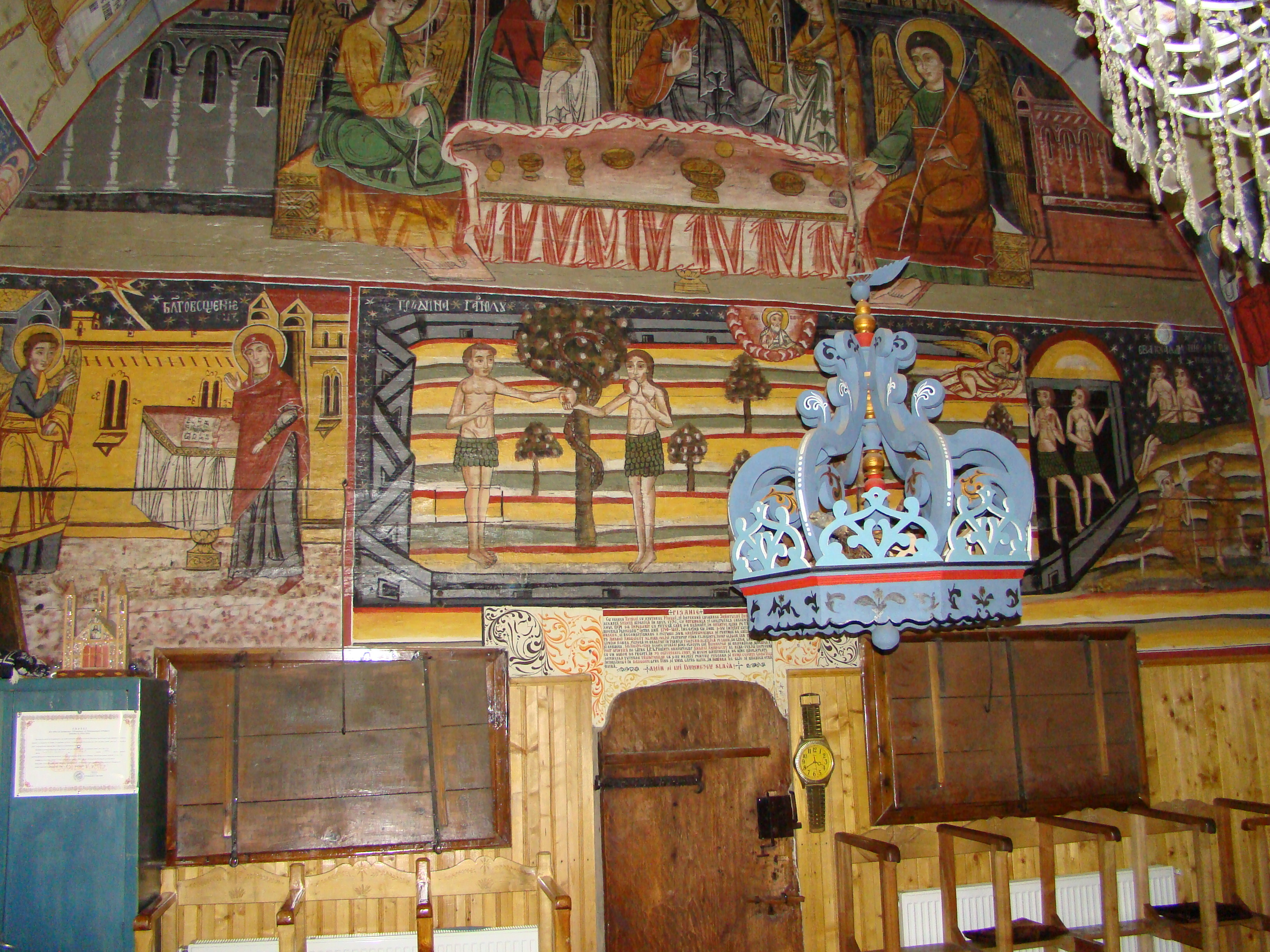
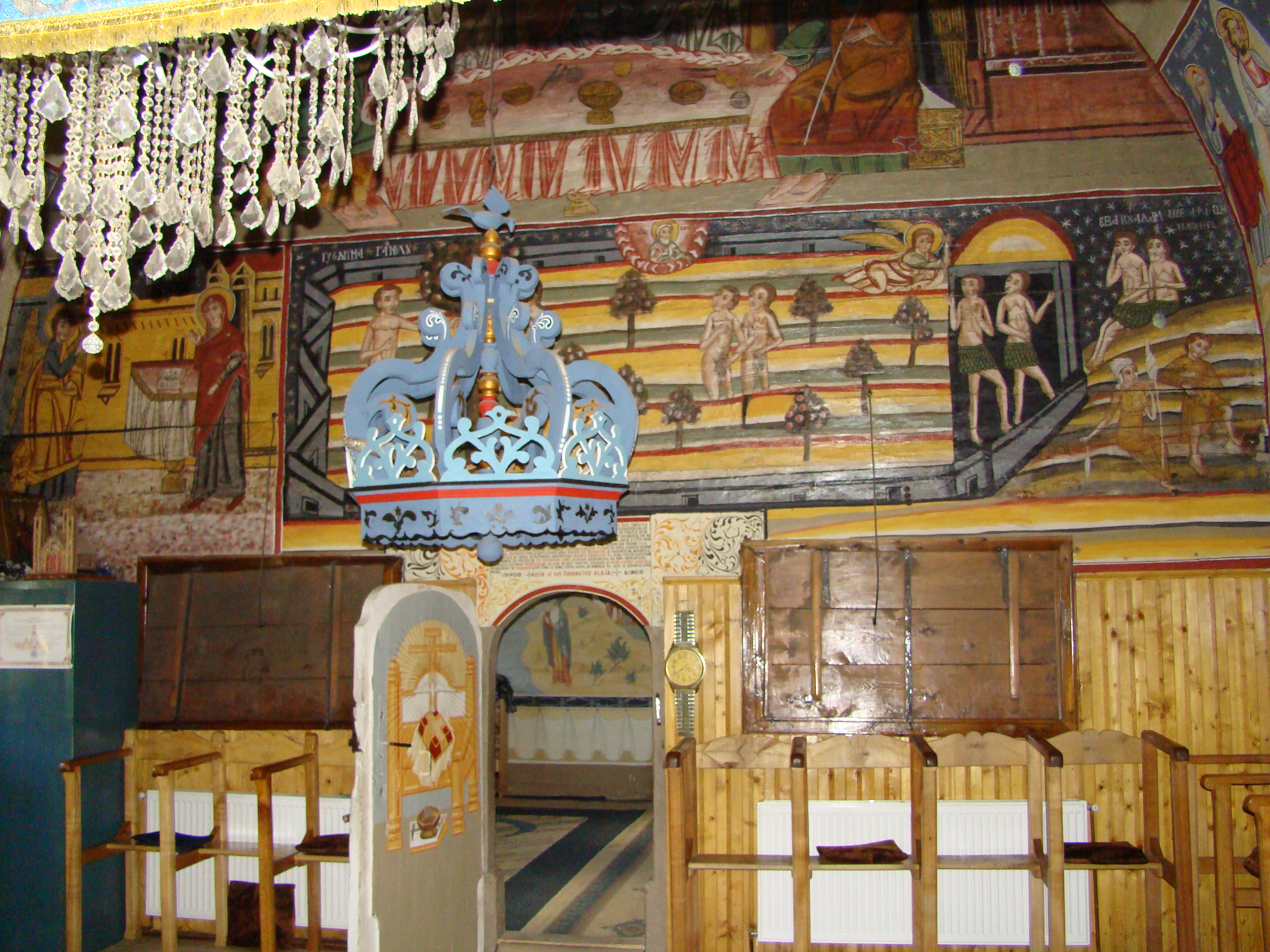
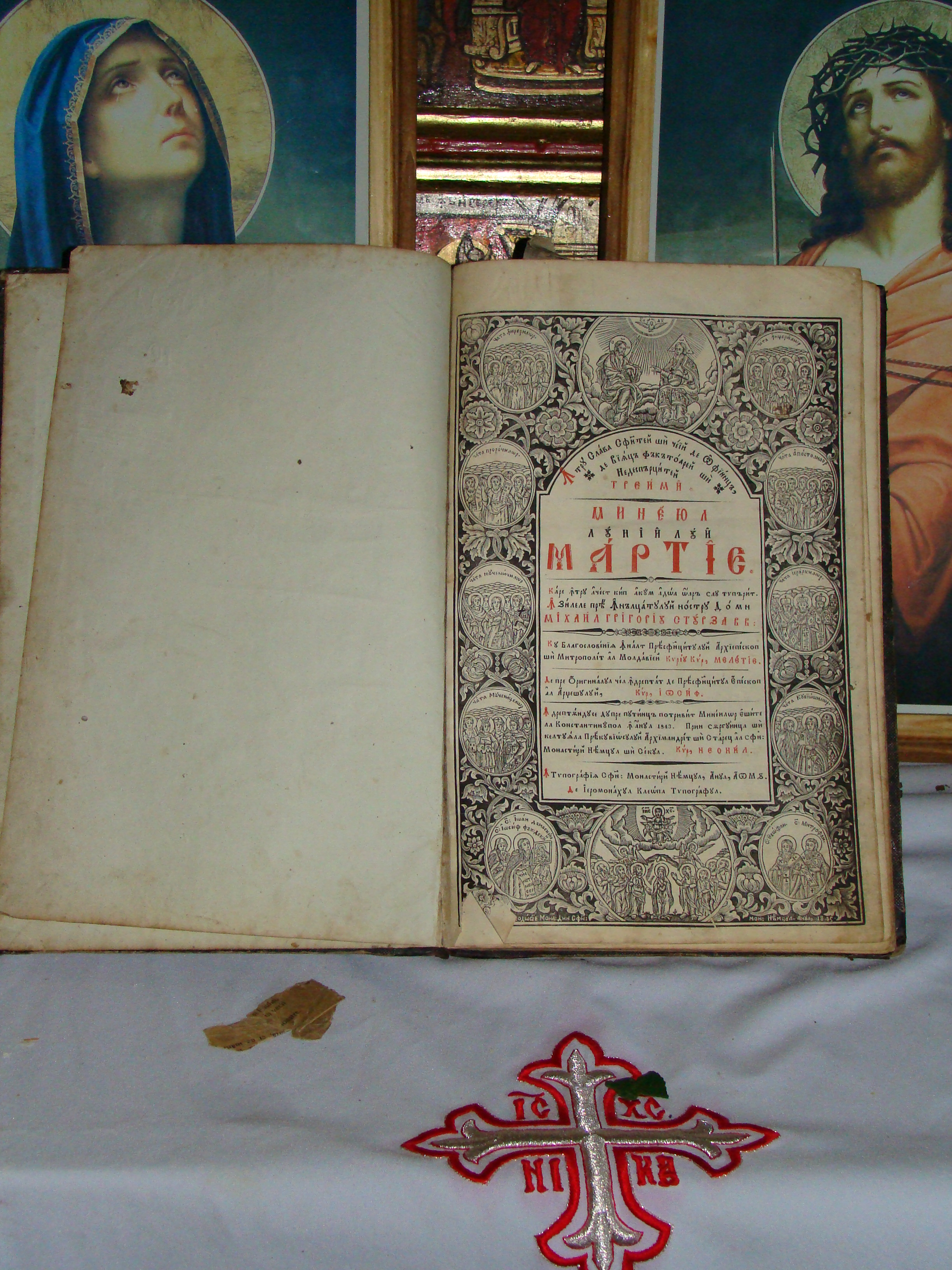
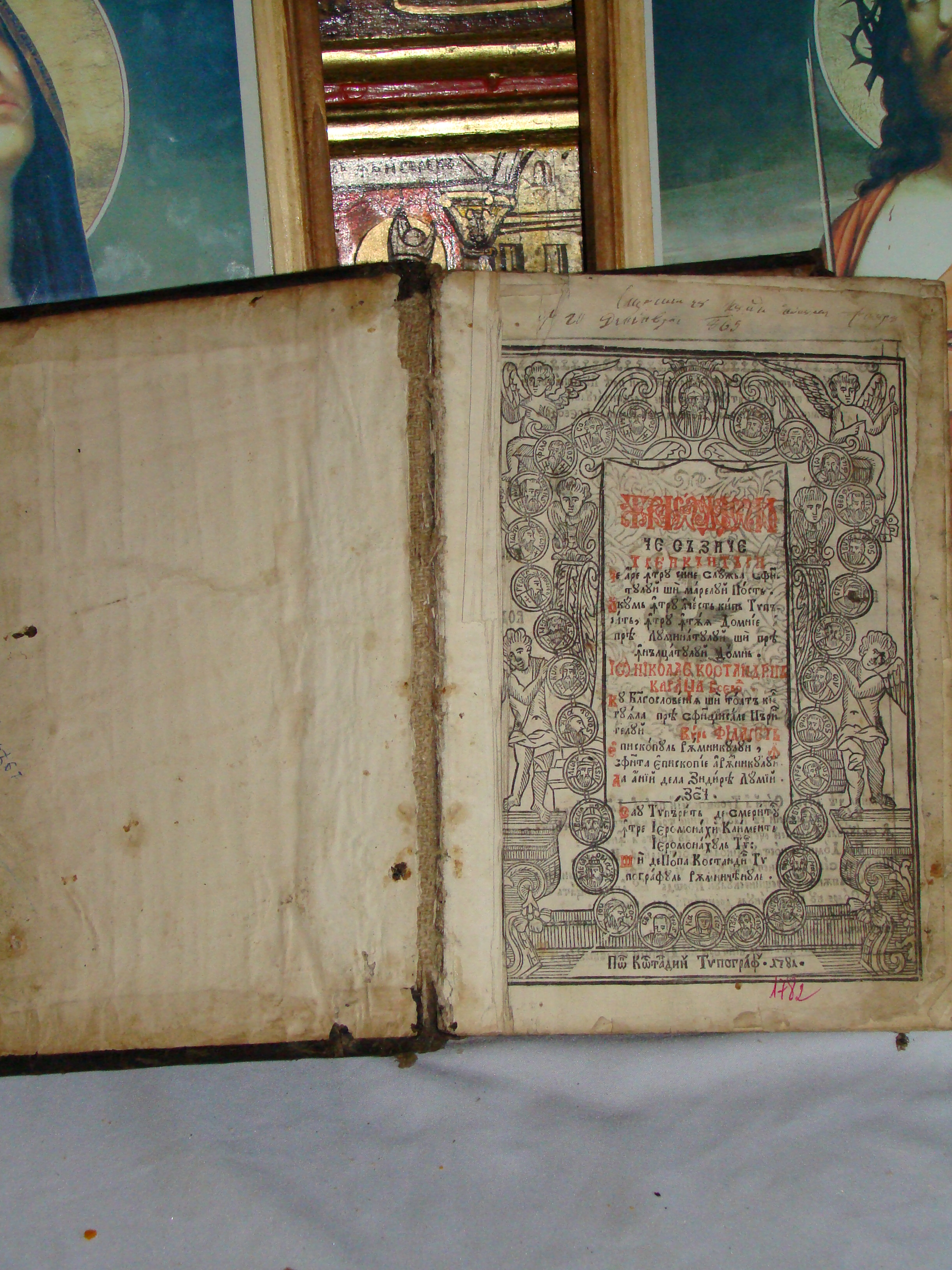
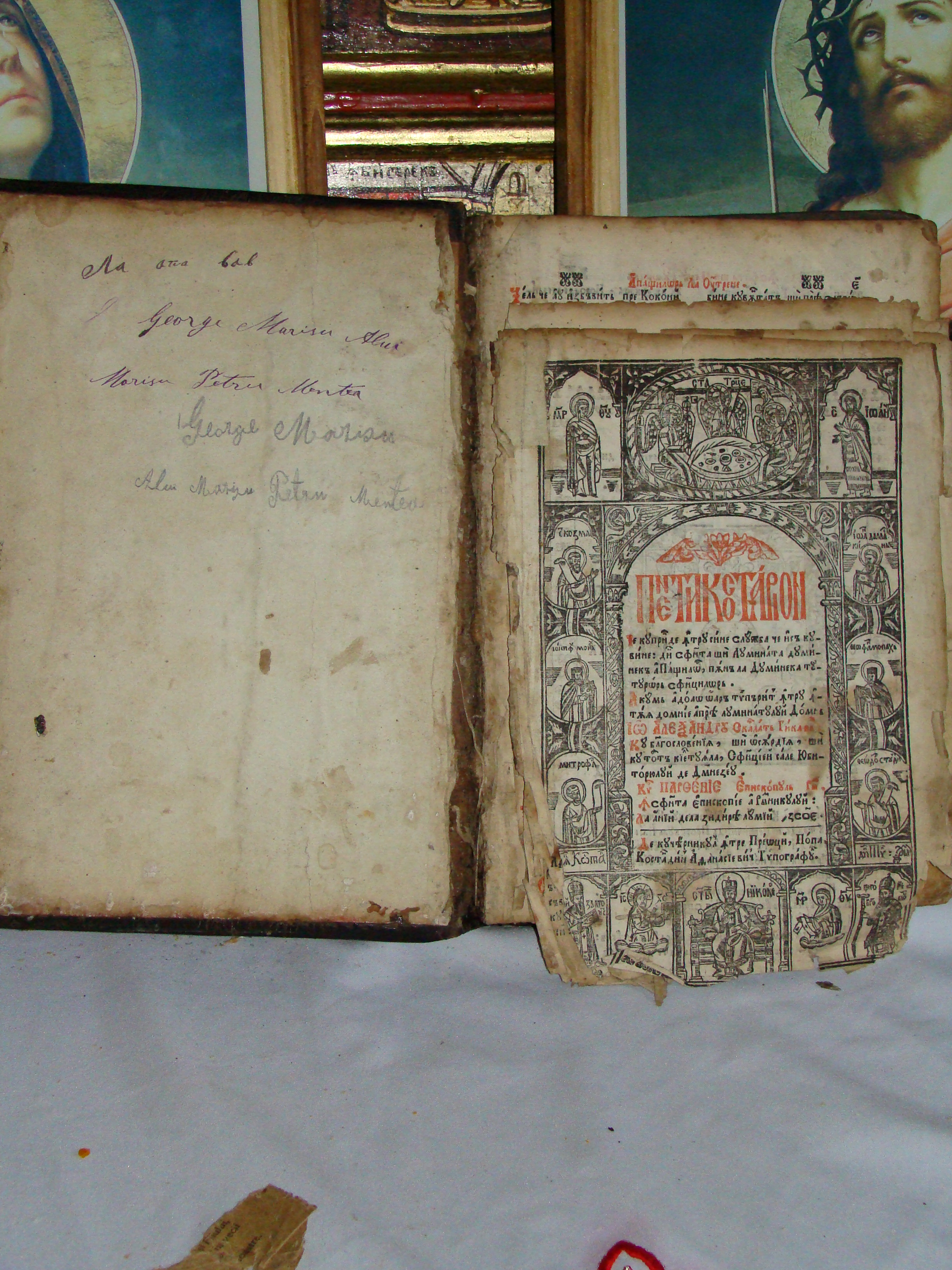
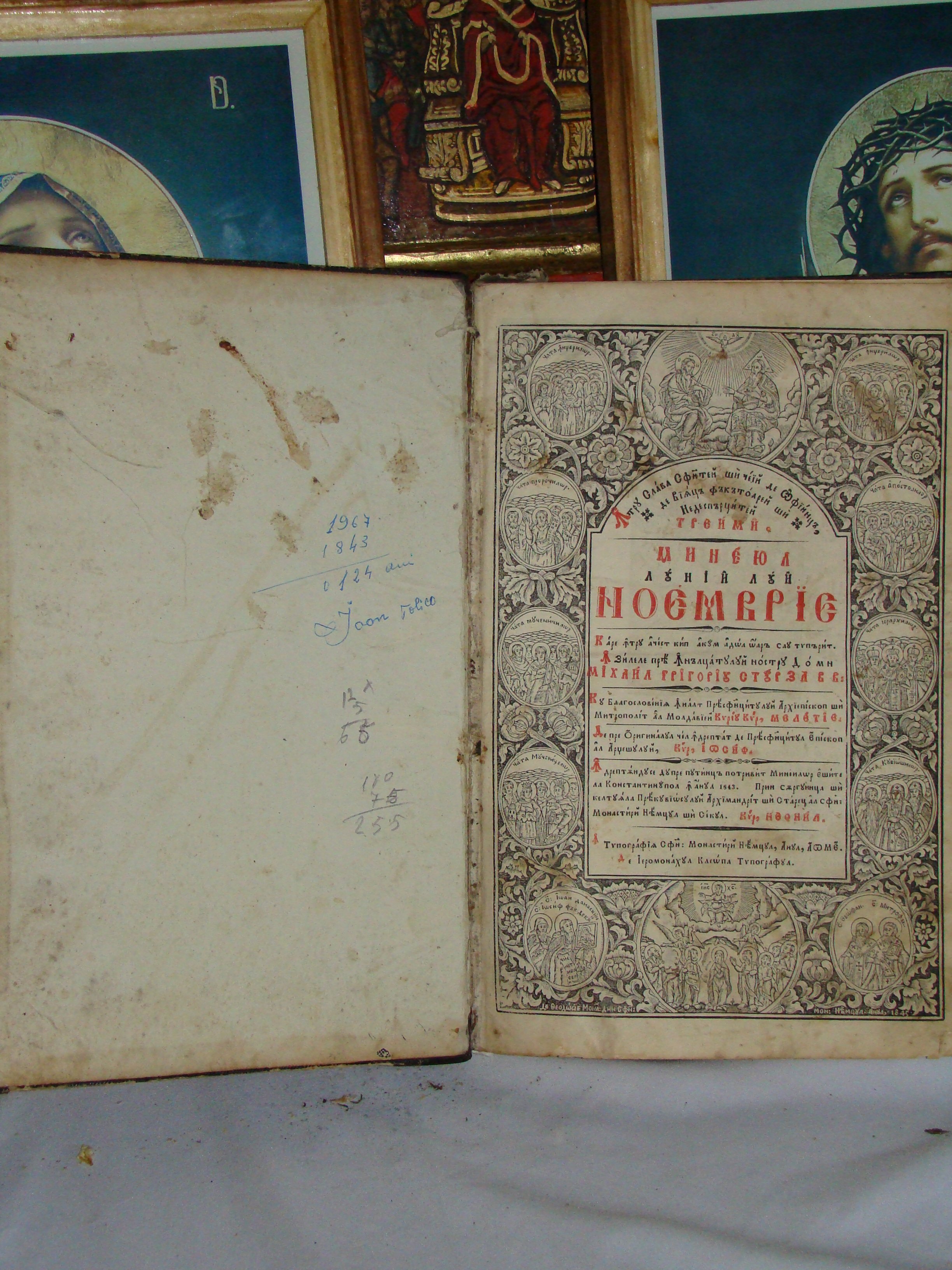
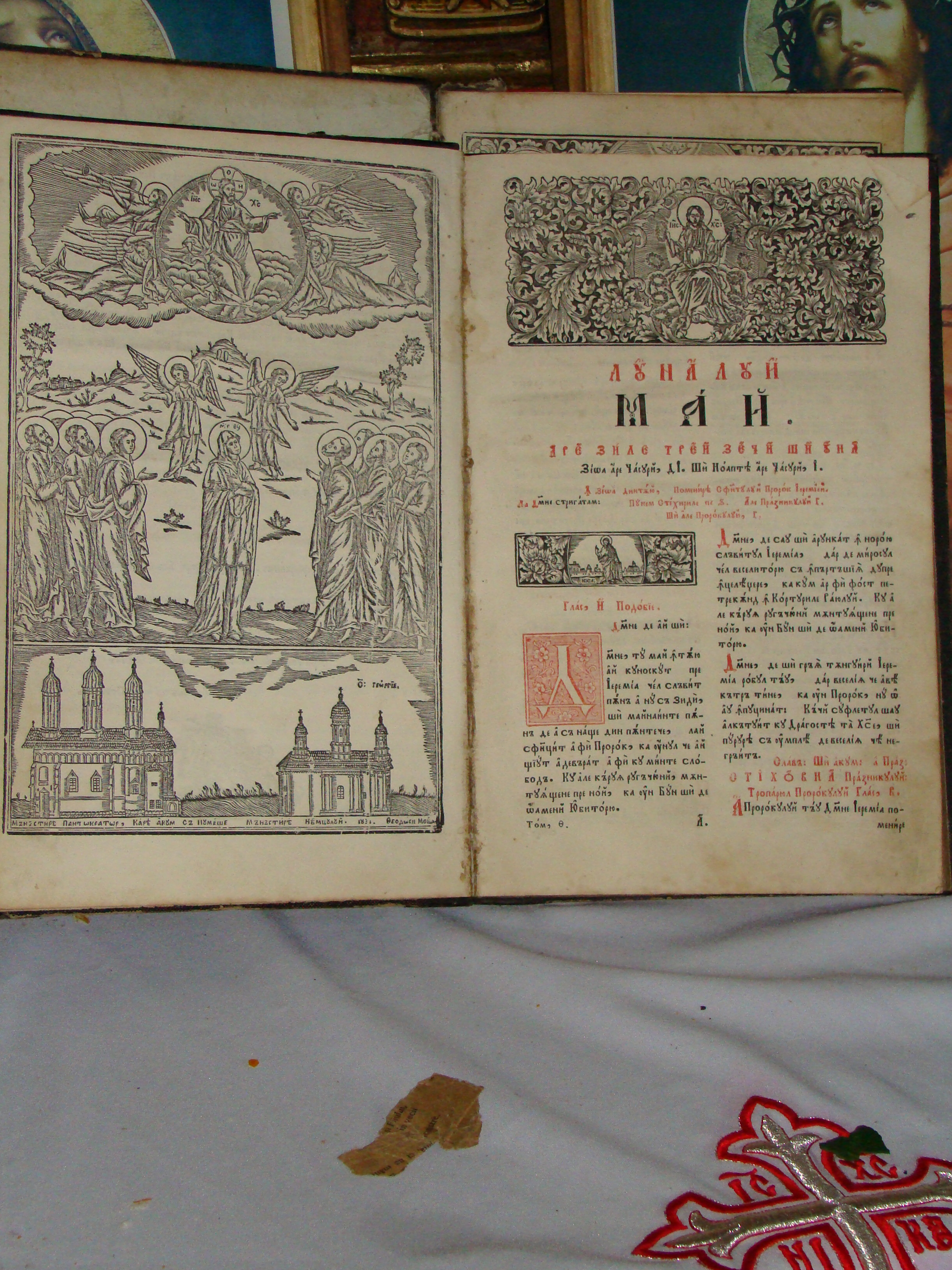
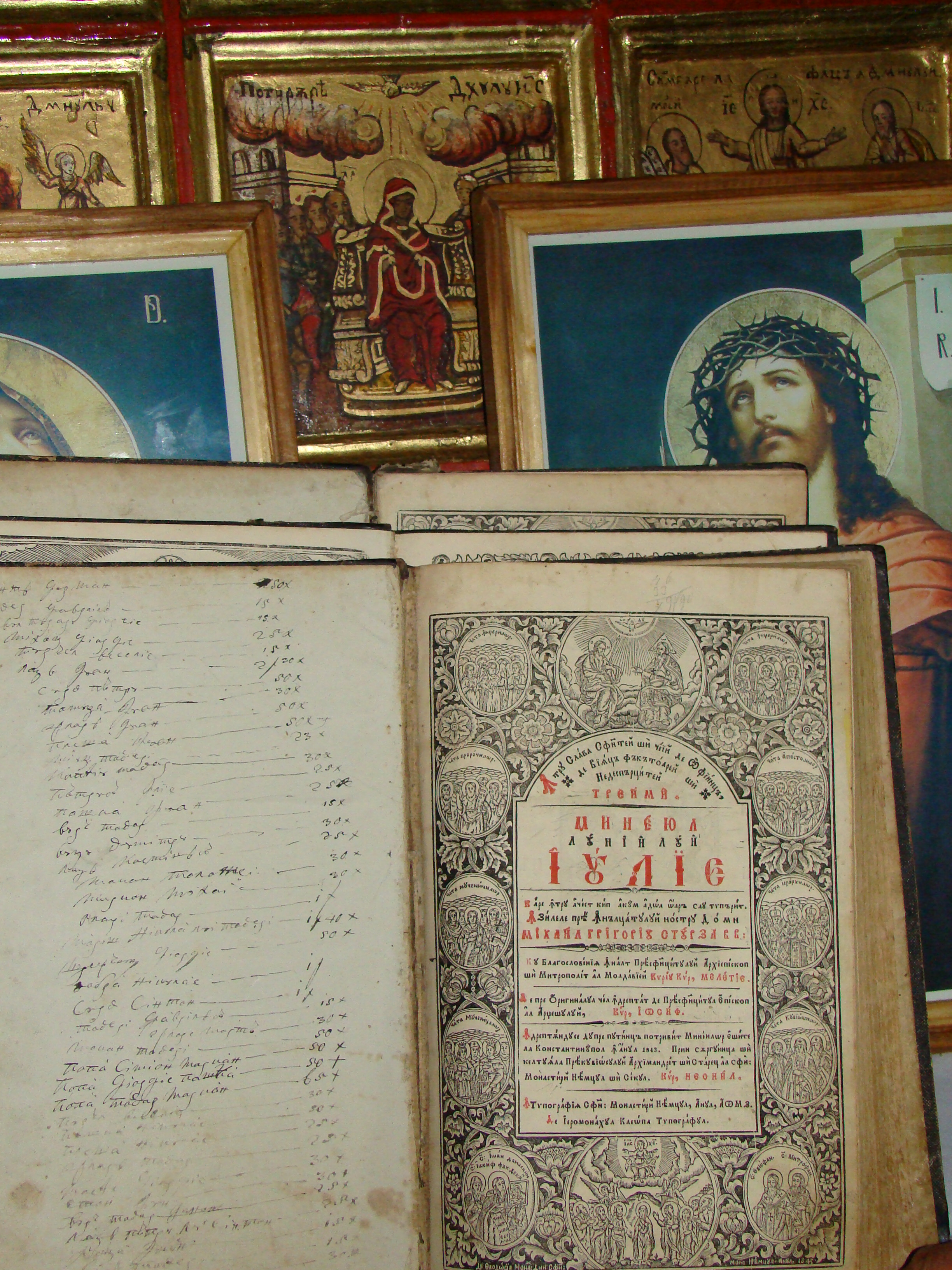
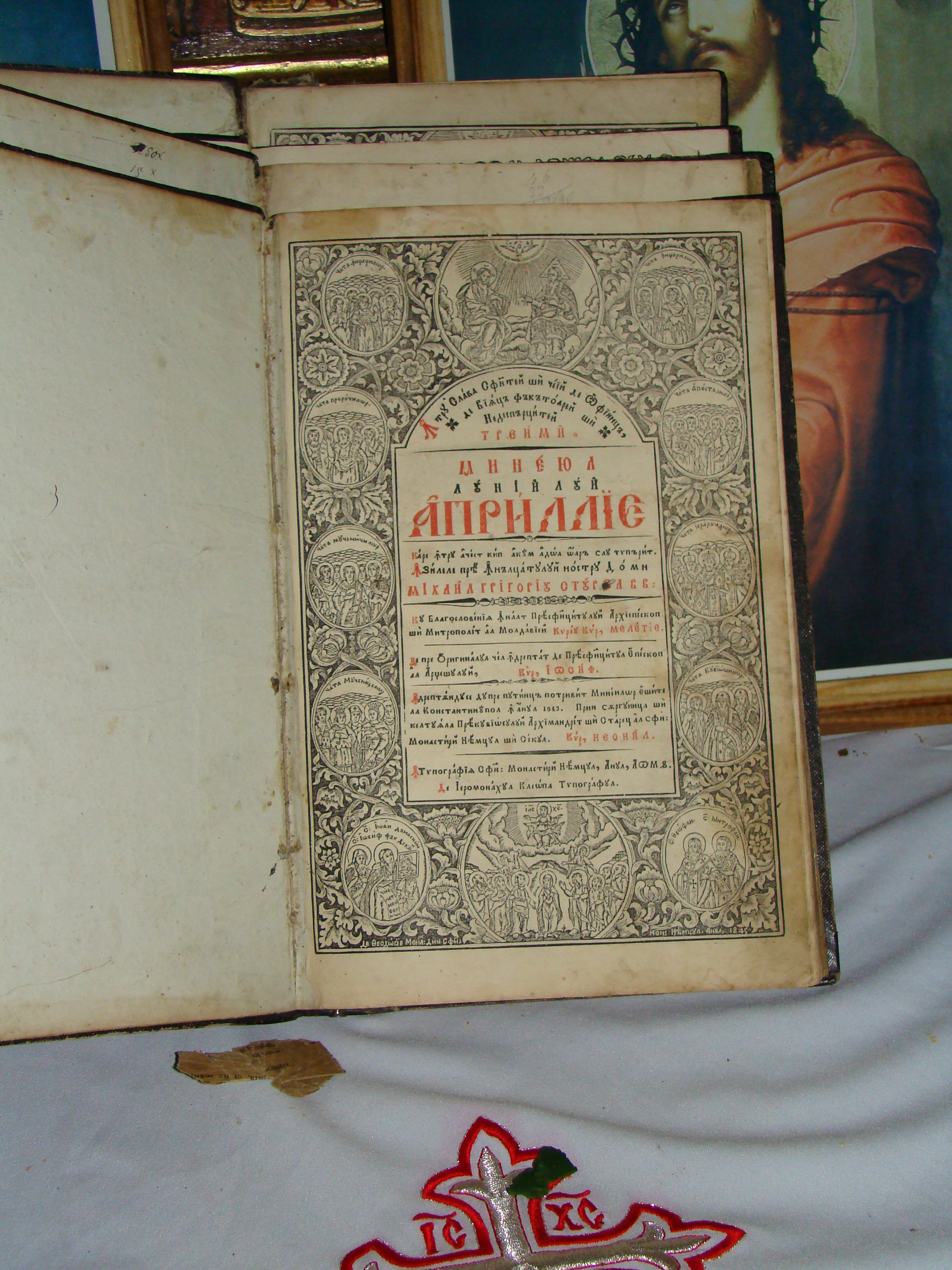
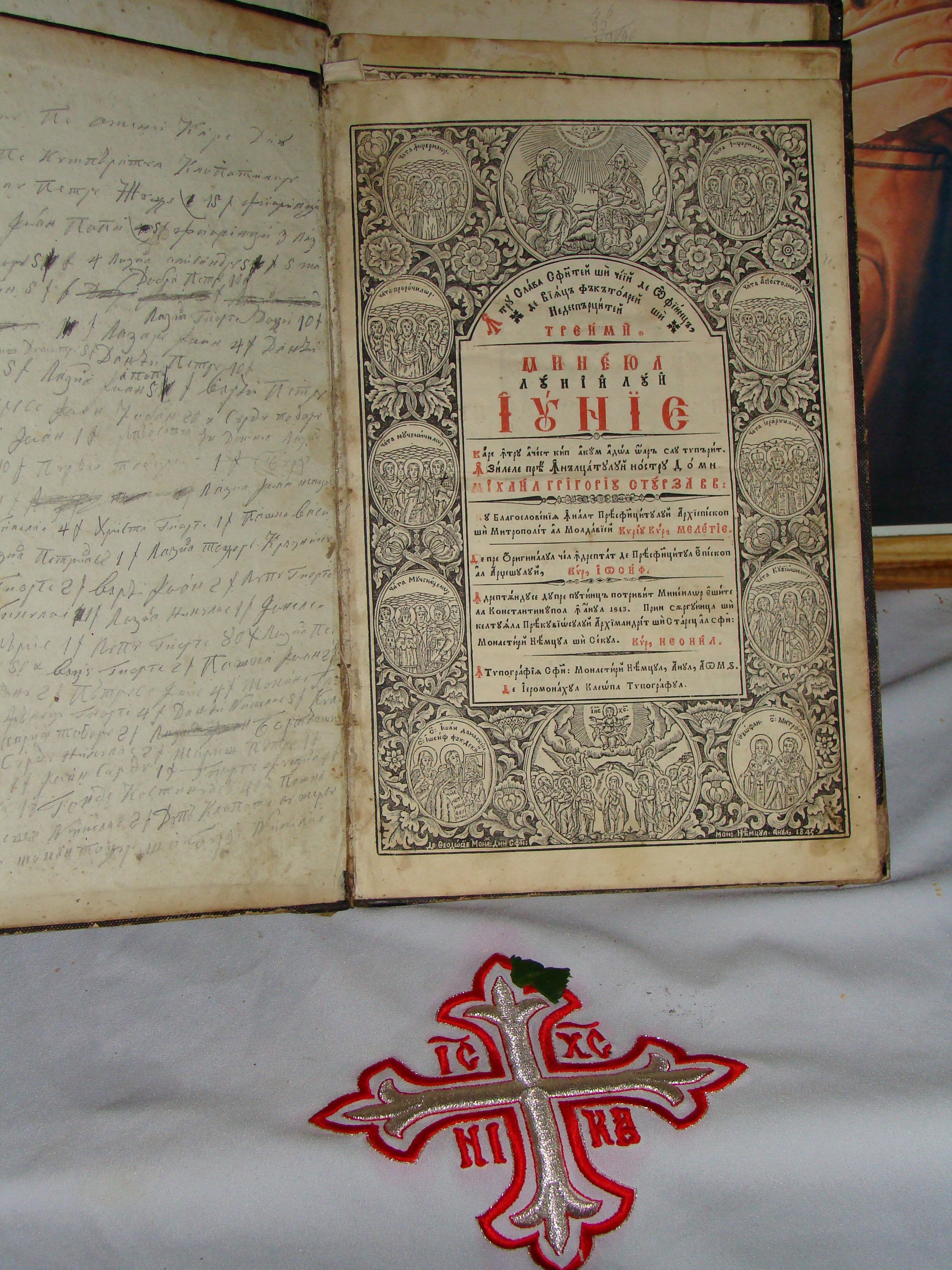
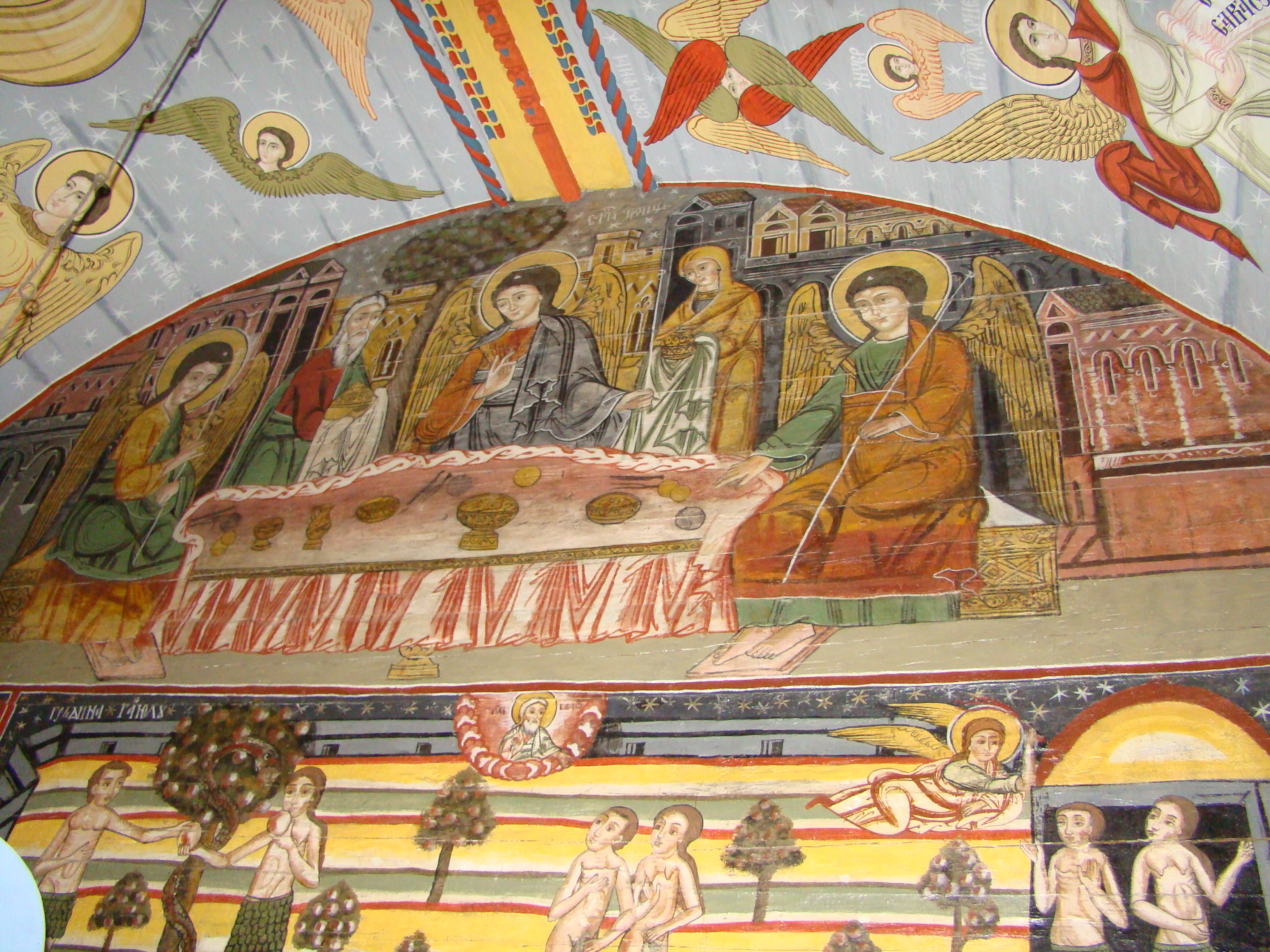
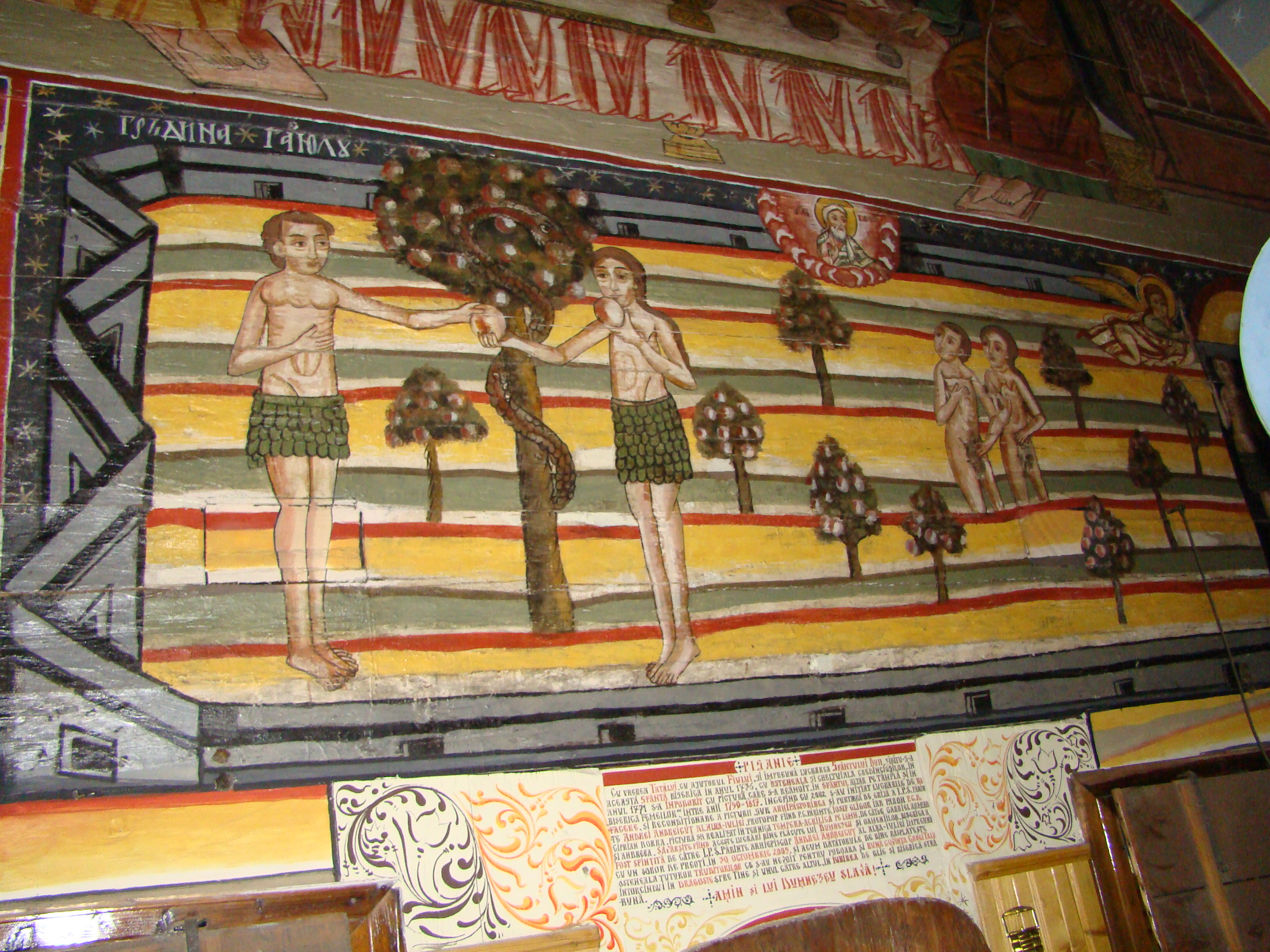
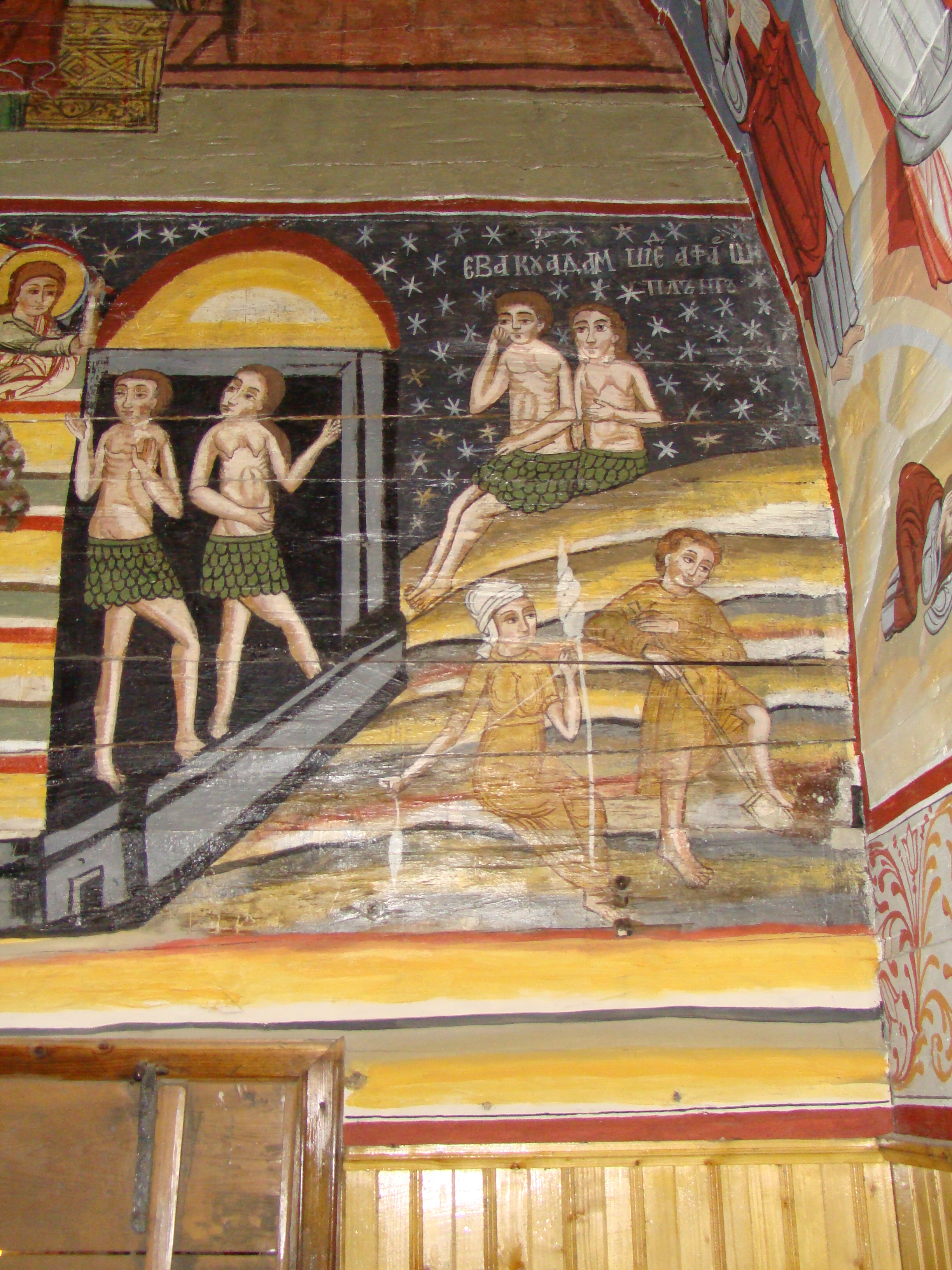
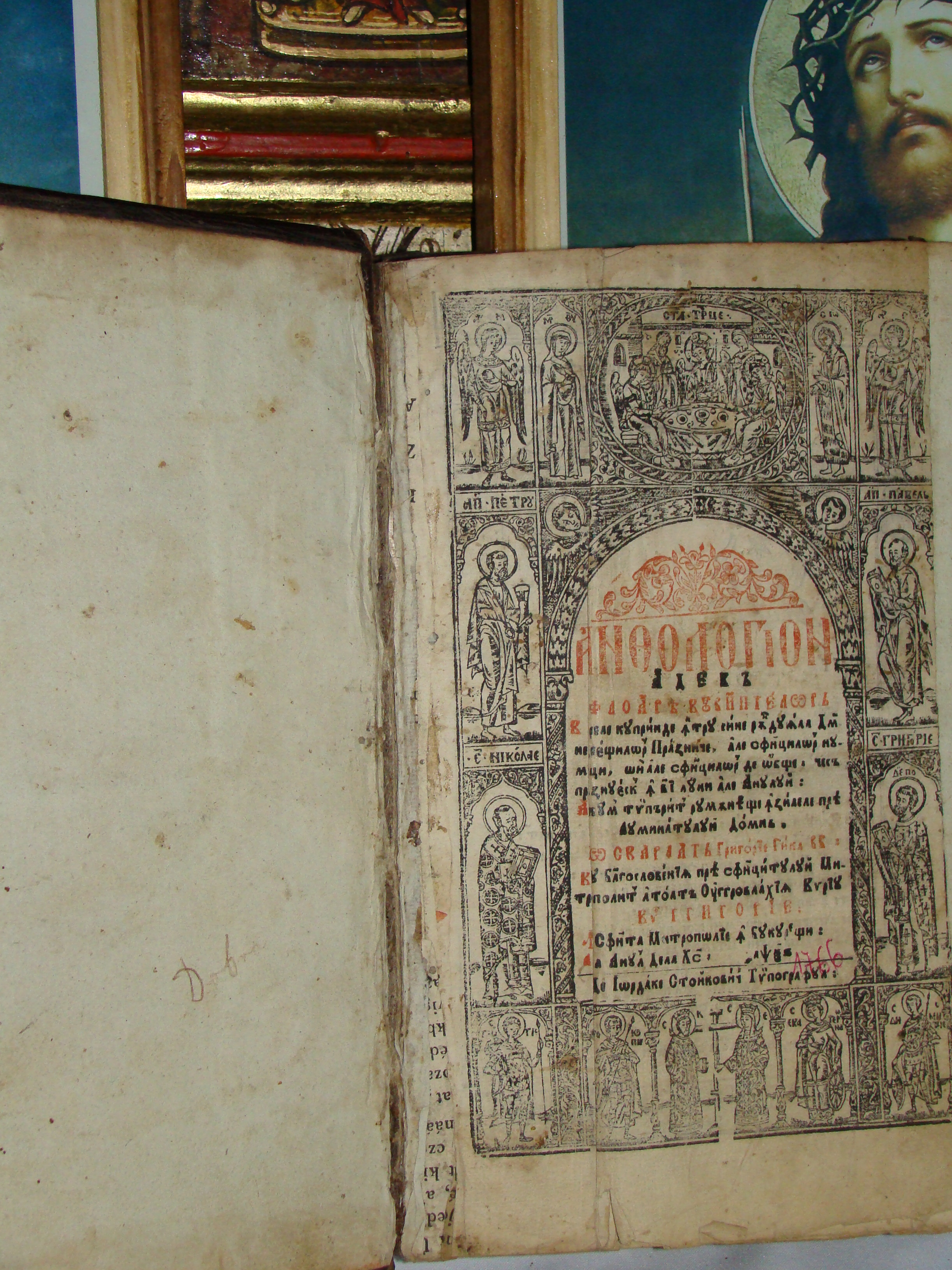
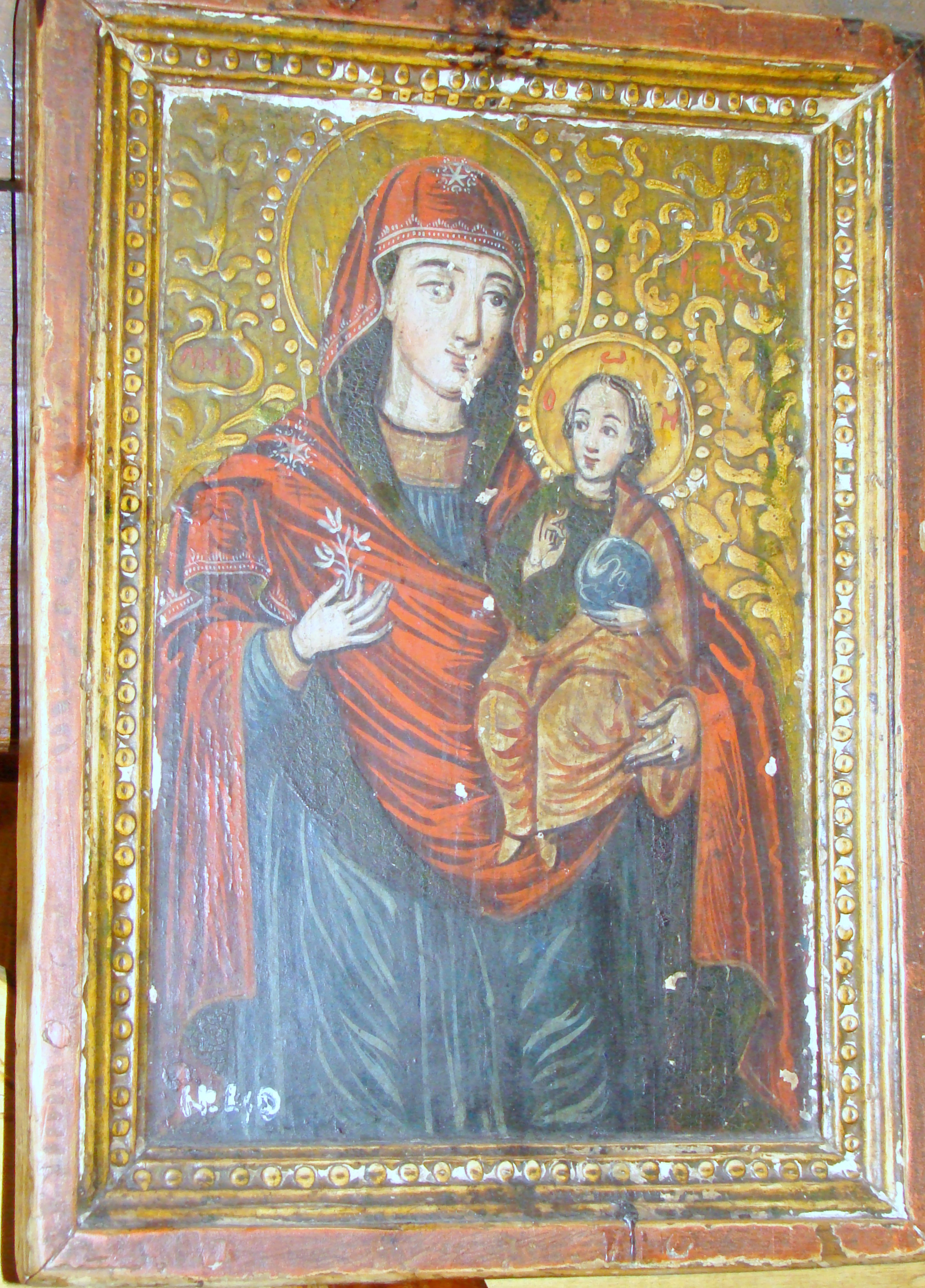
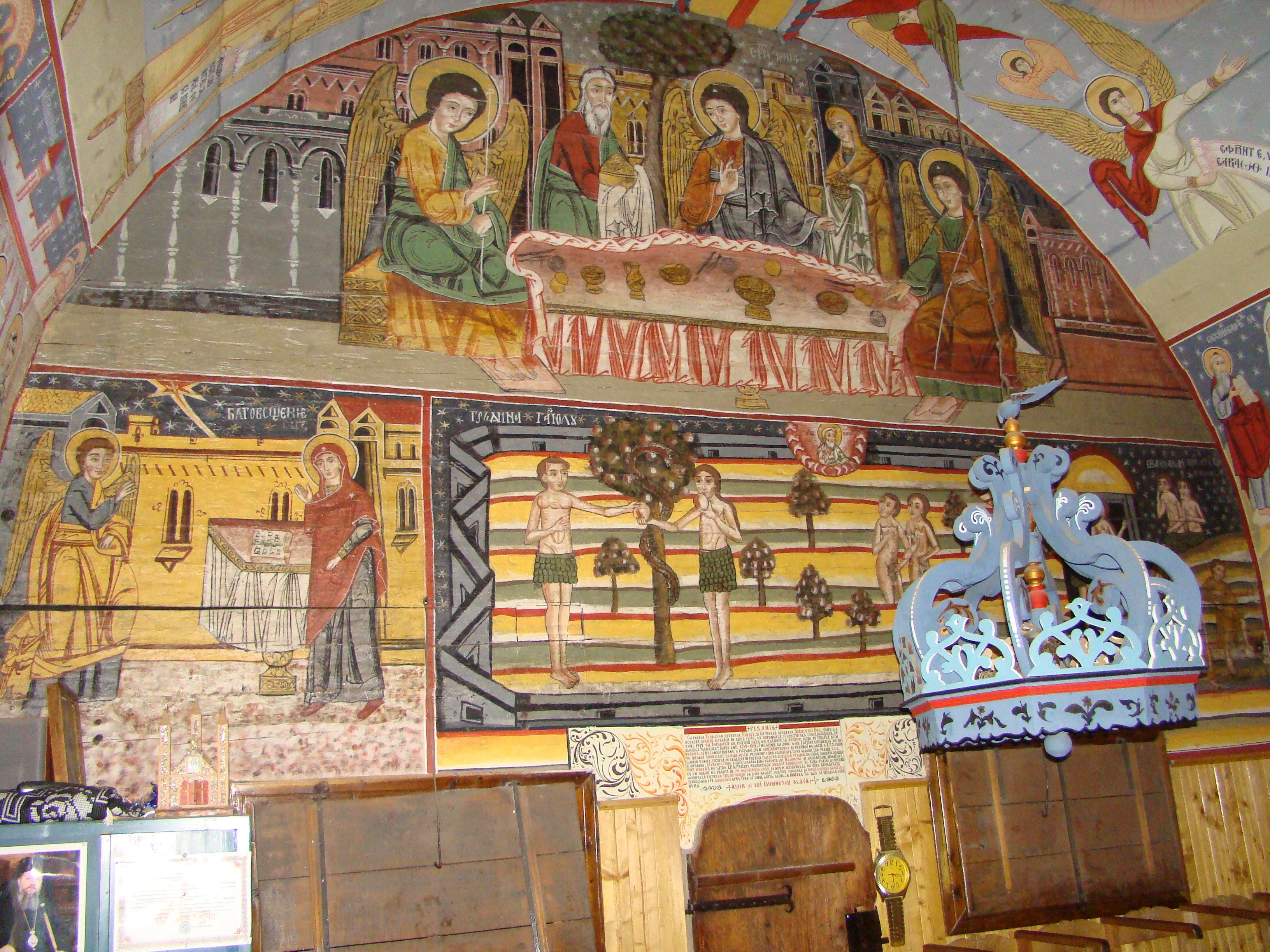
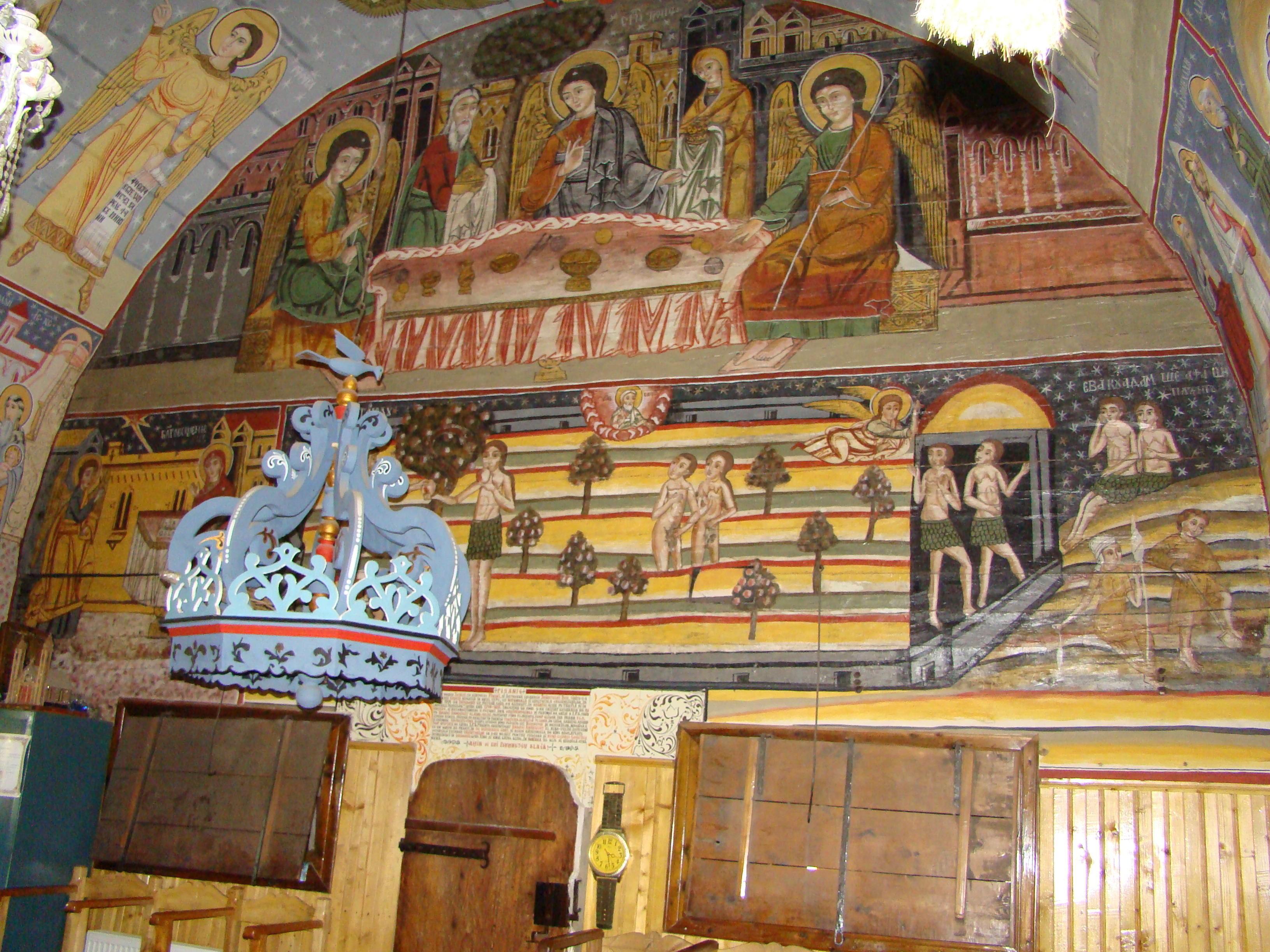
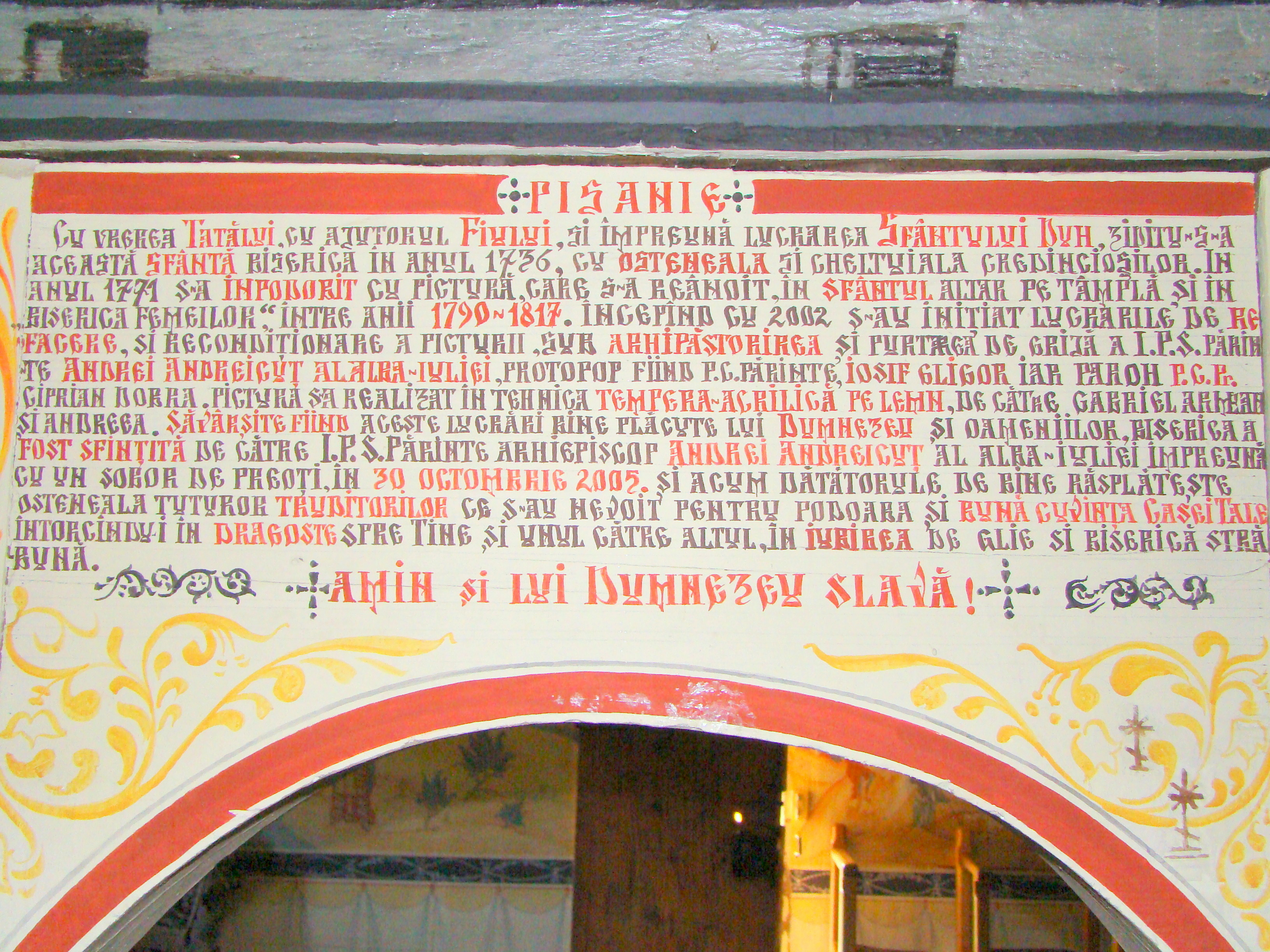
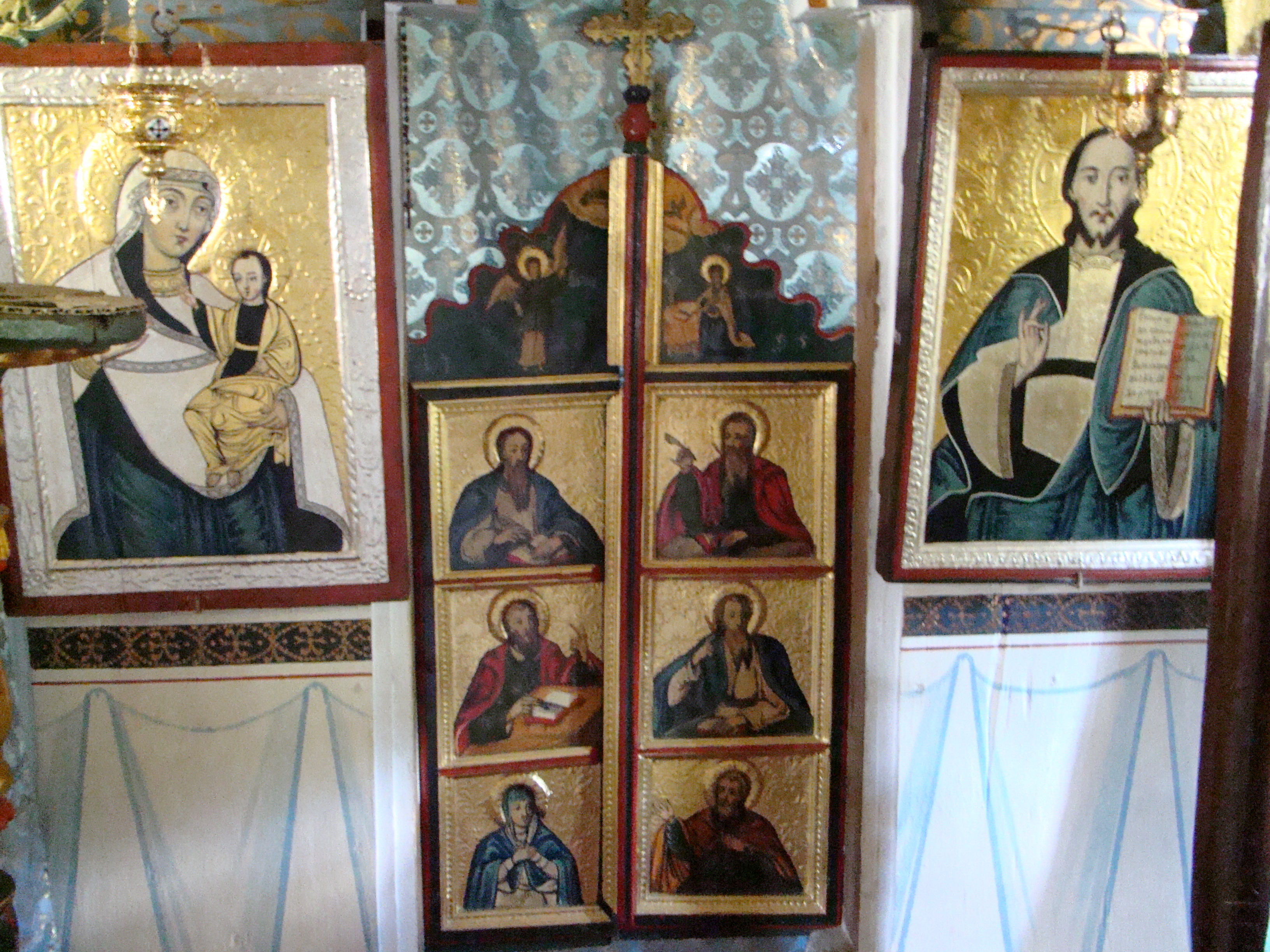
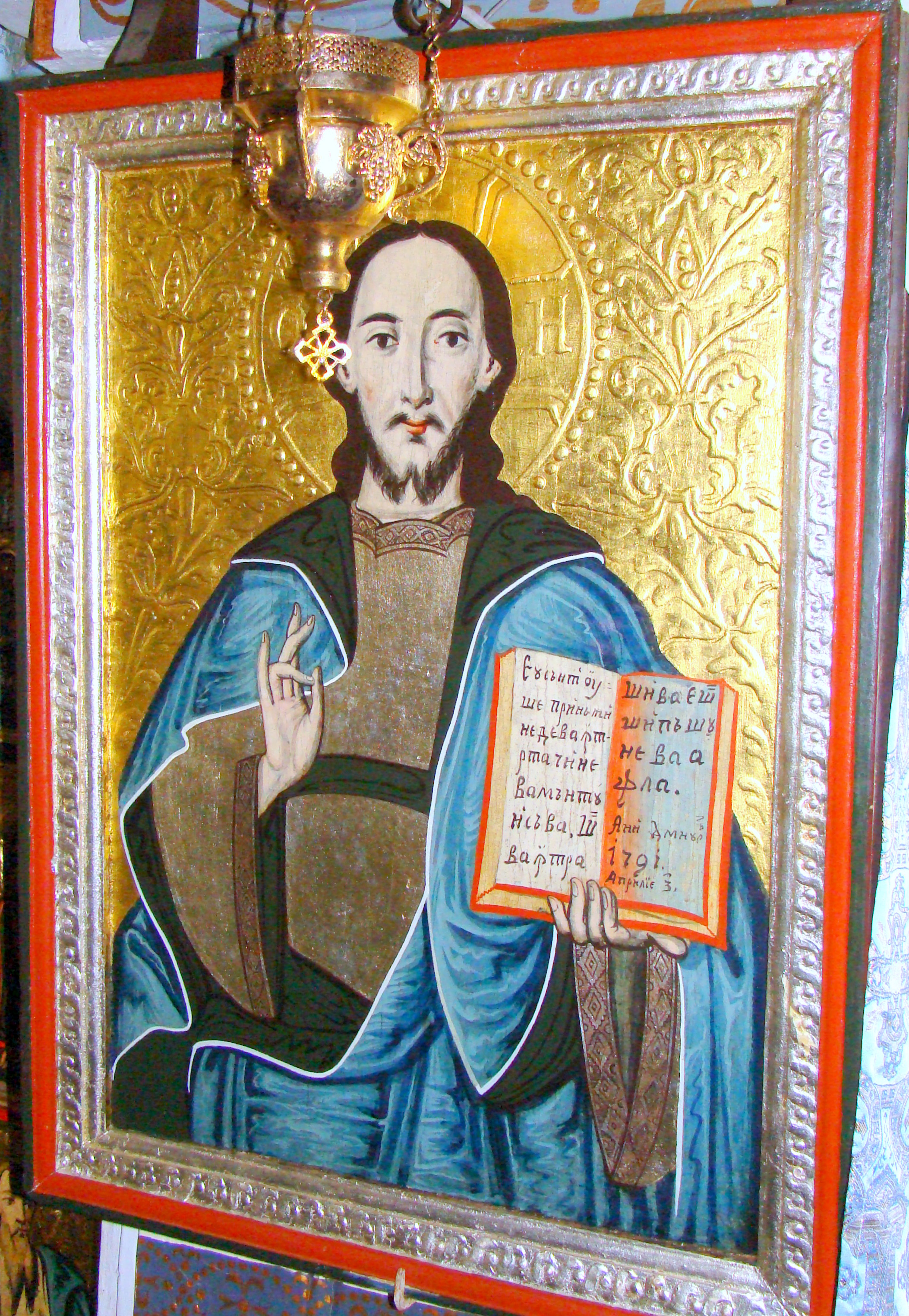
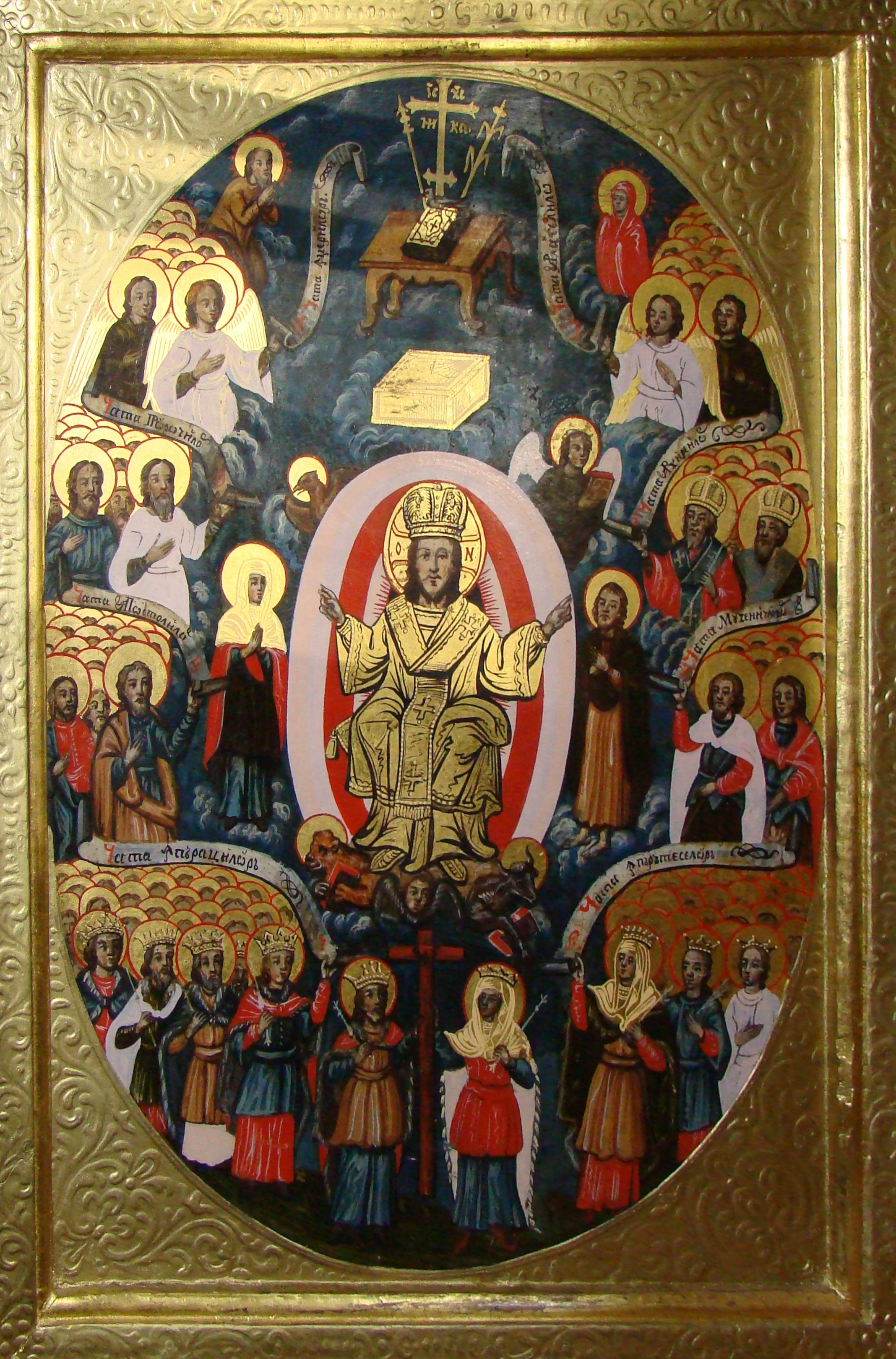
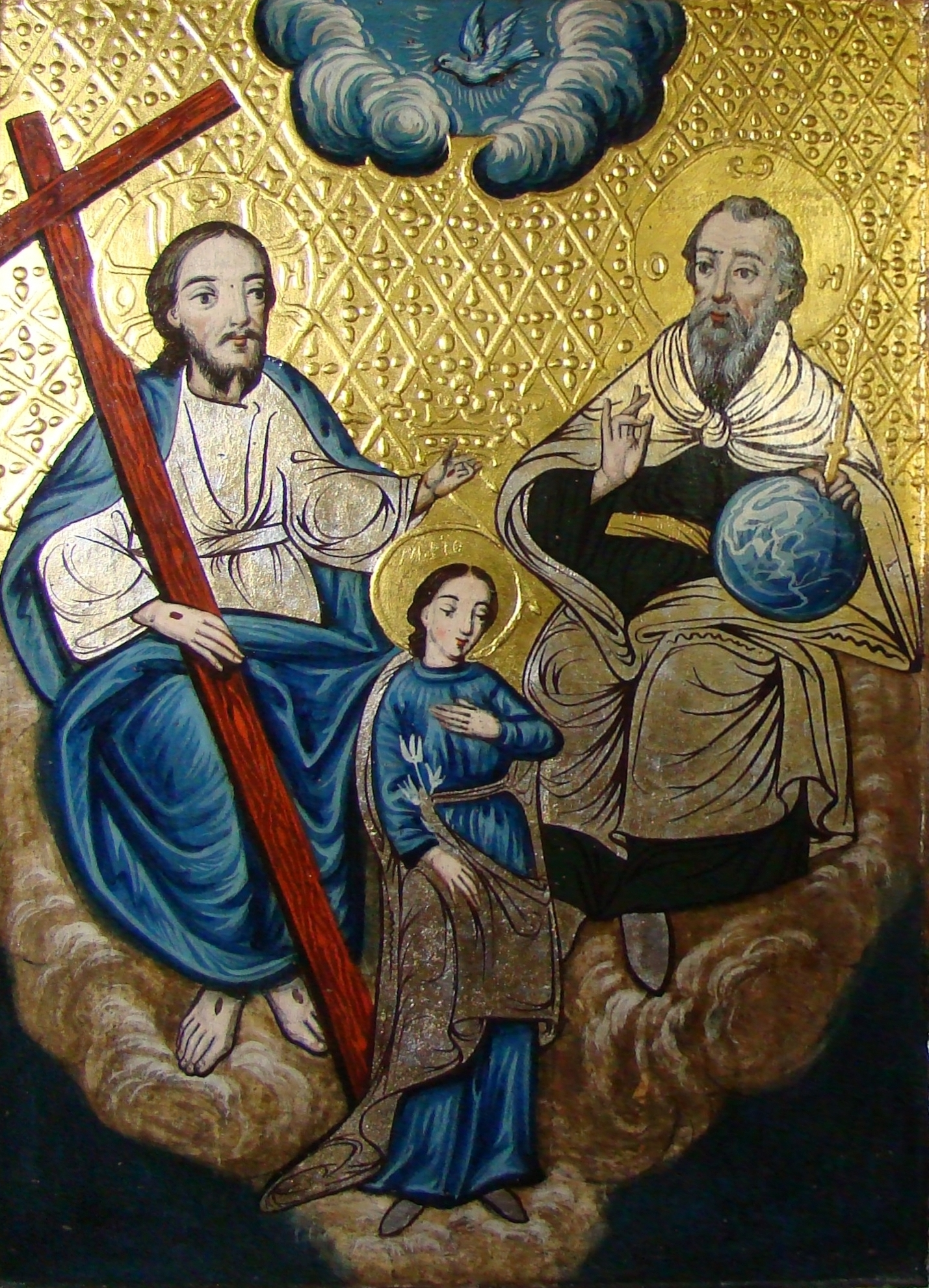
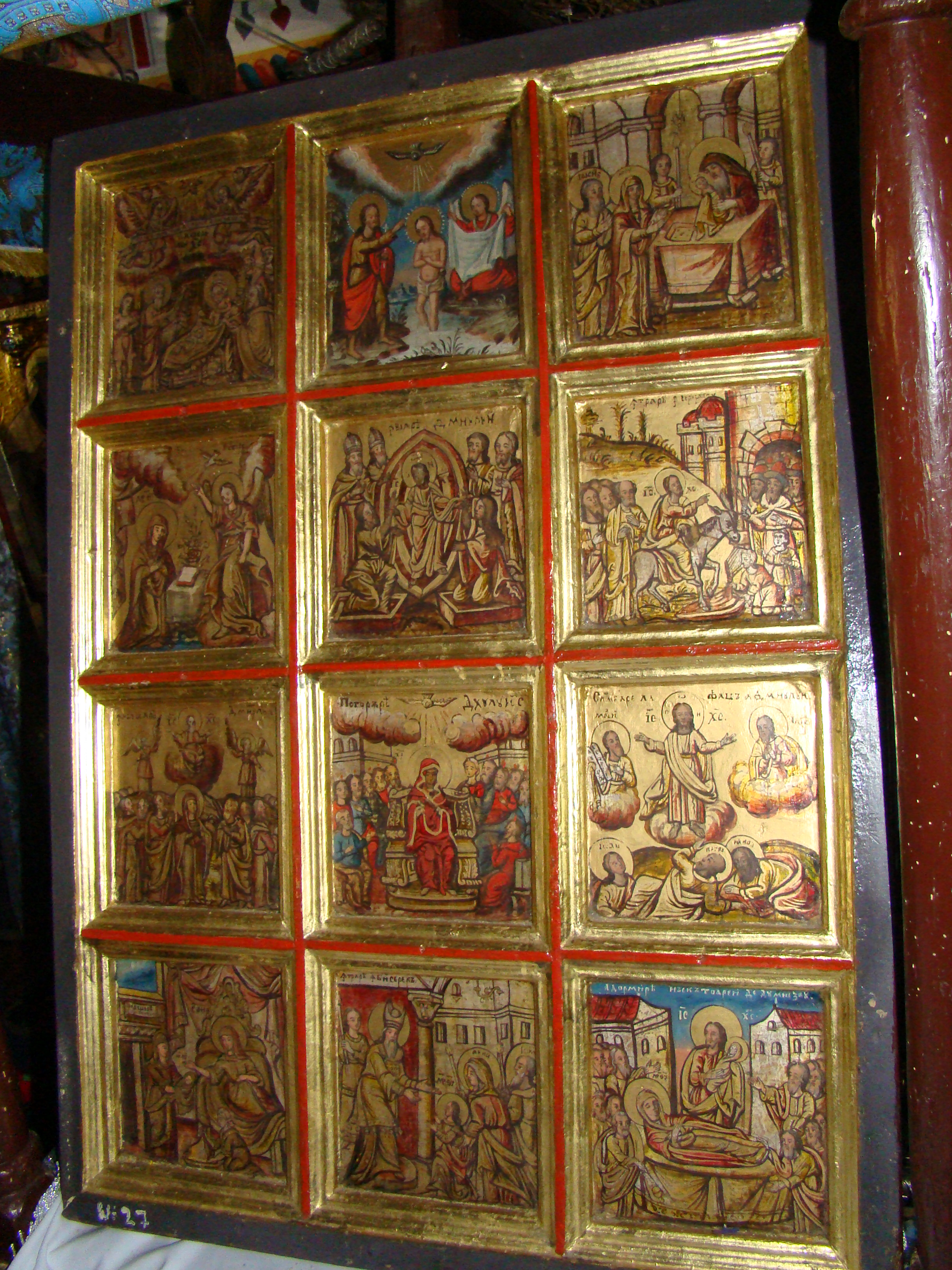
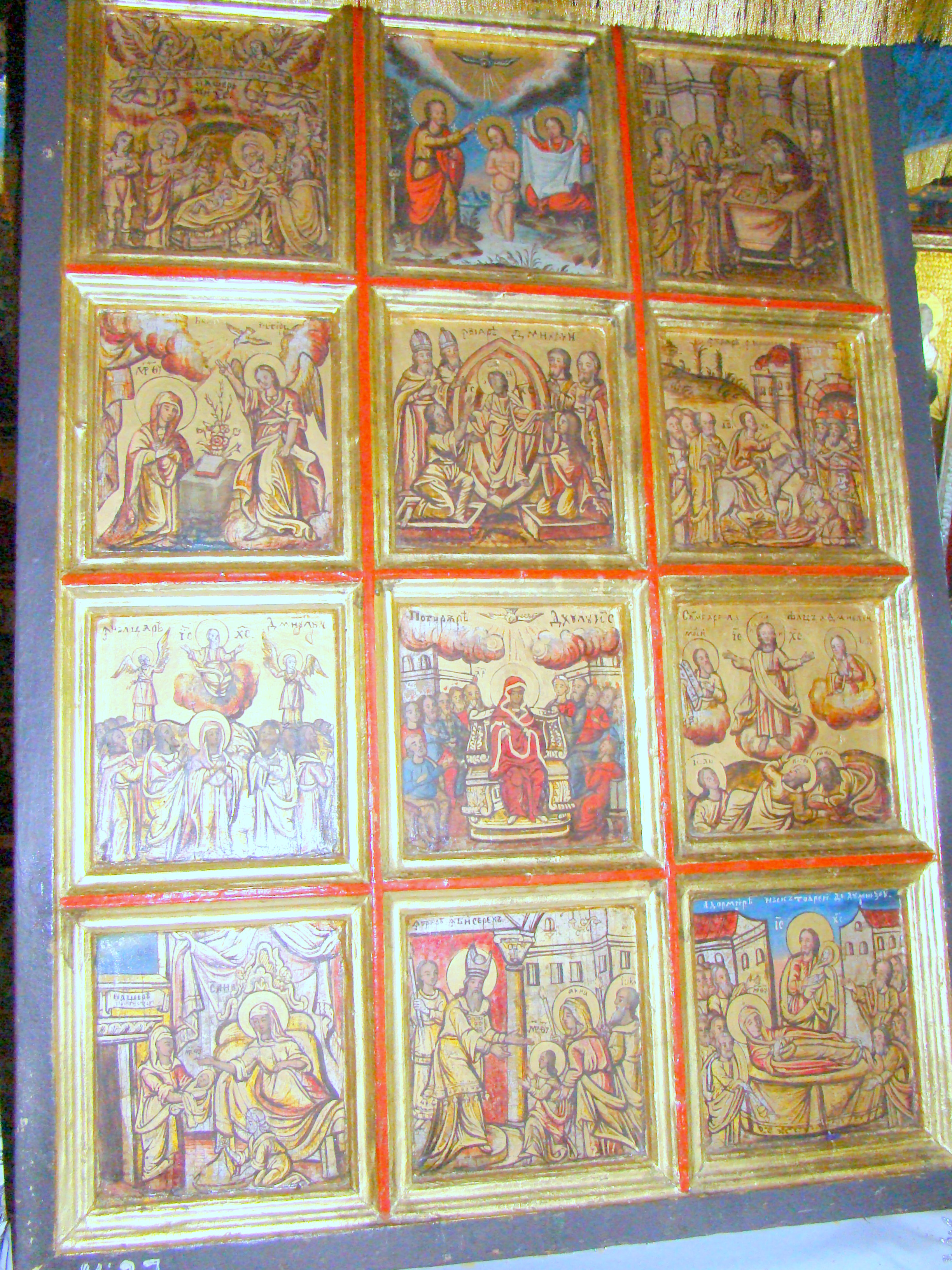
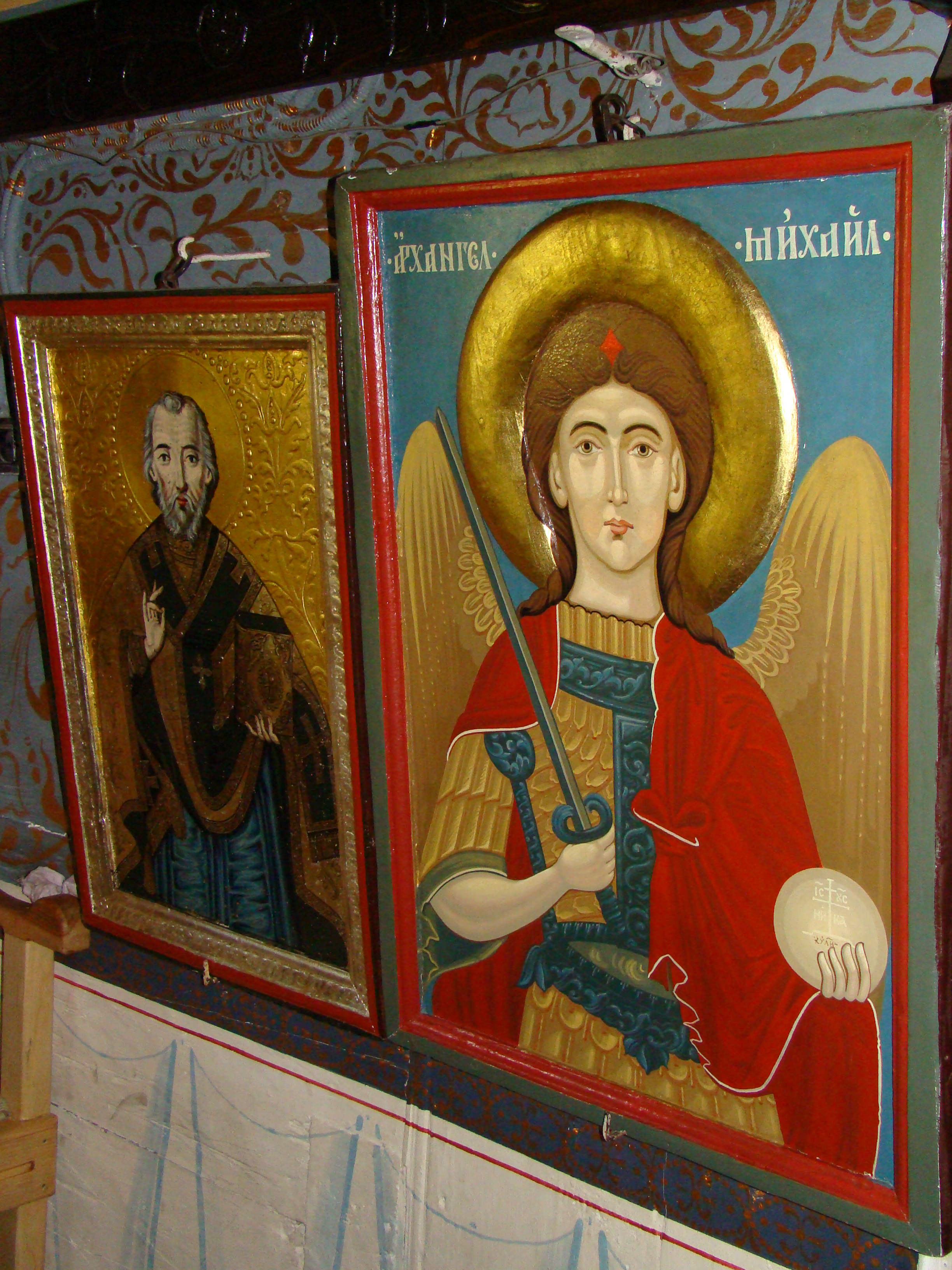
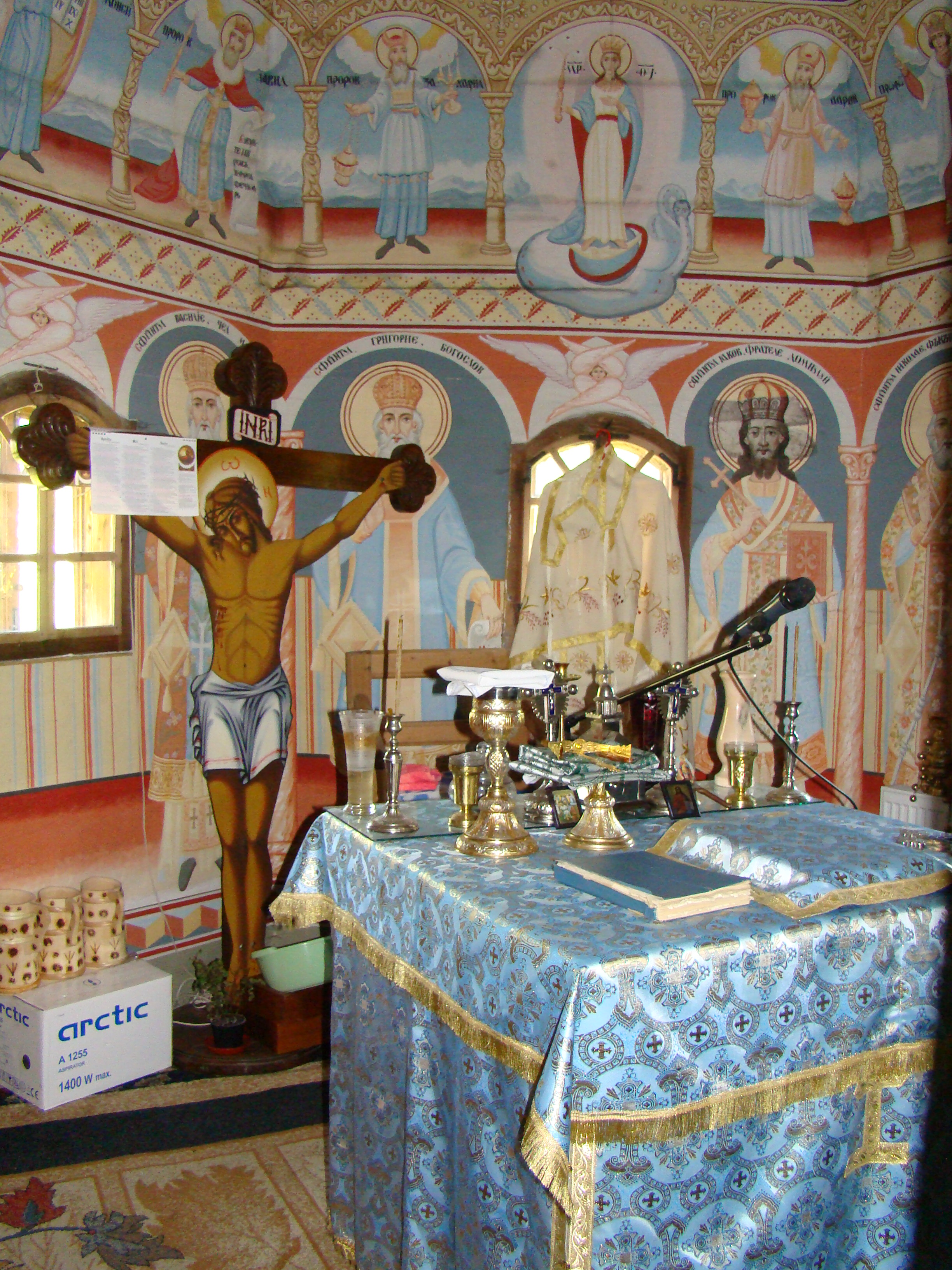

## Imagini din exterior

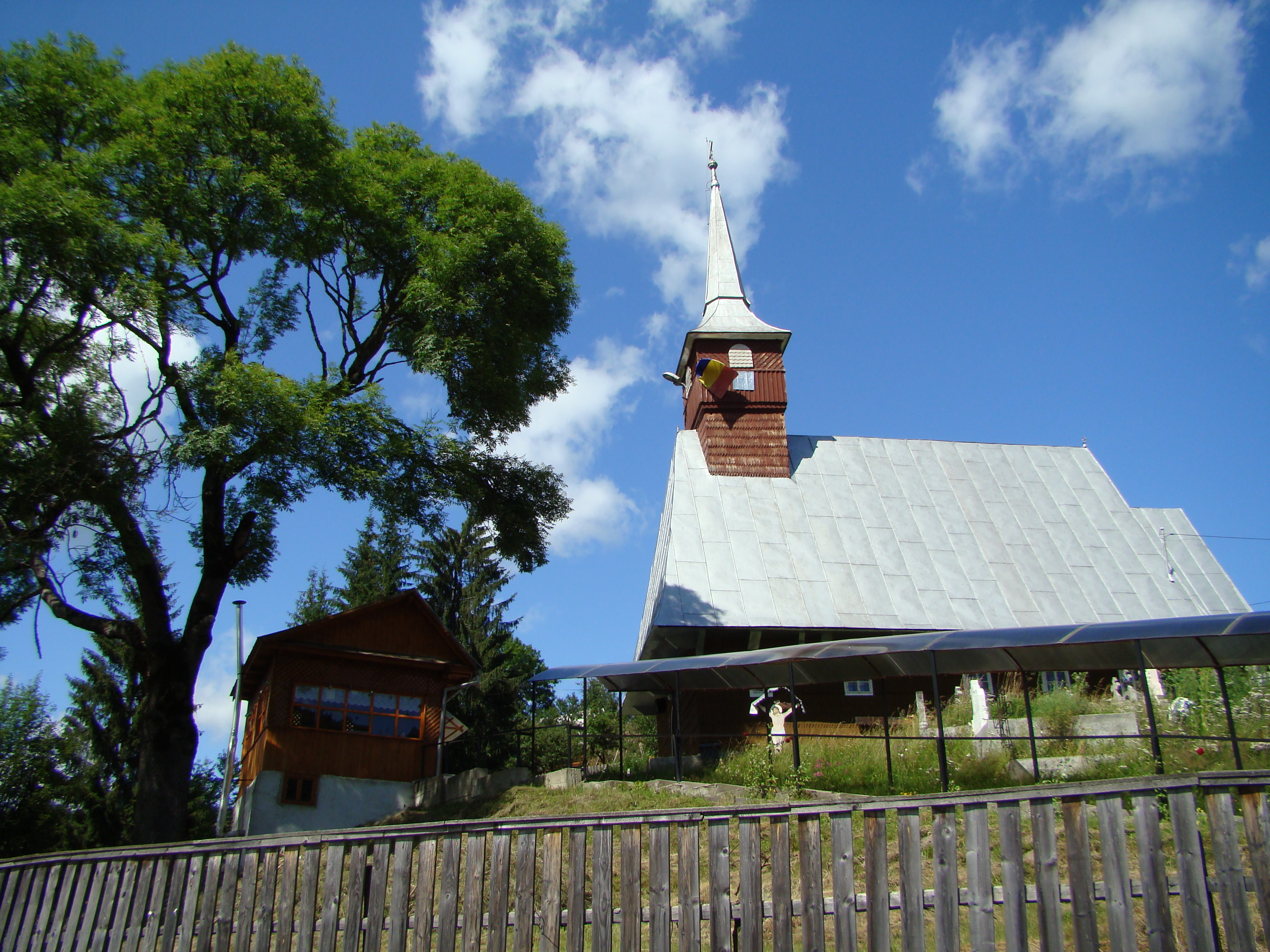
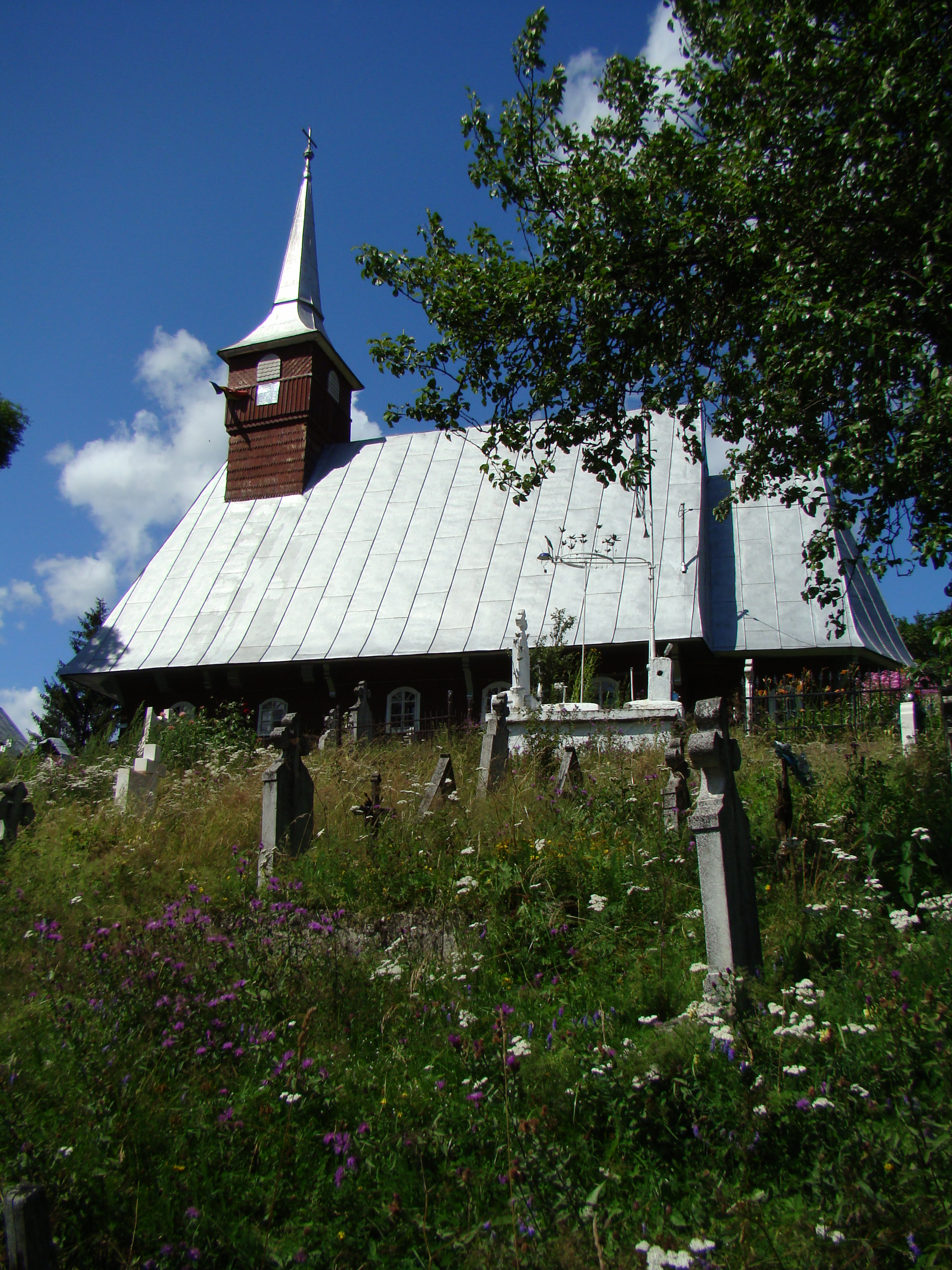
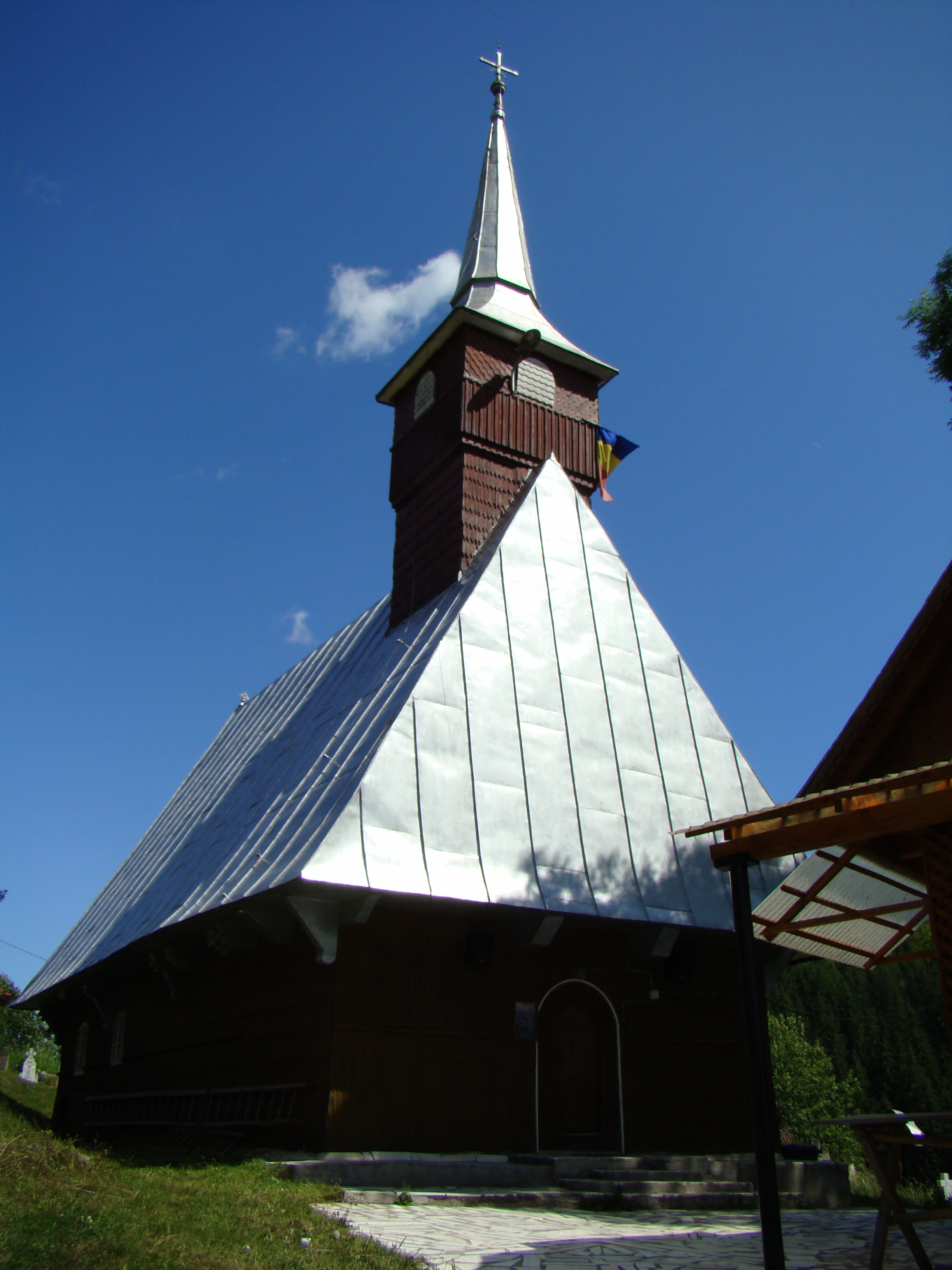
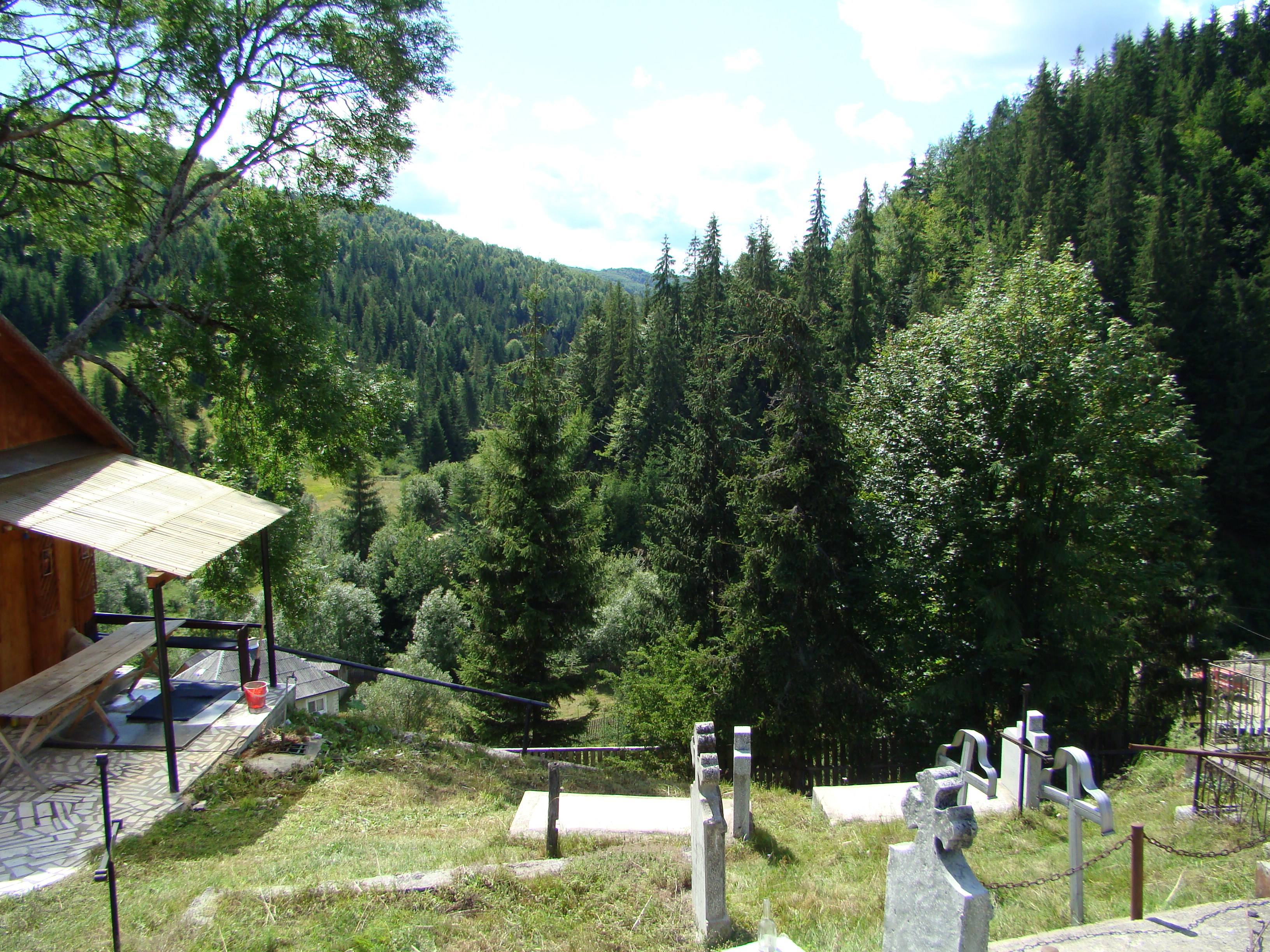
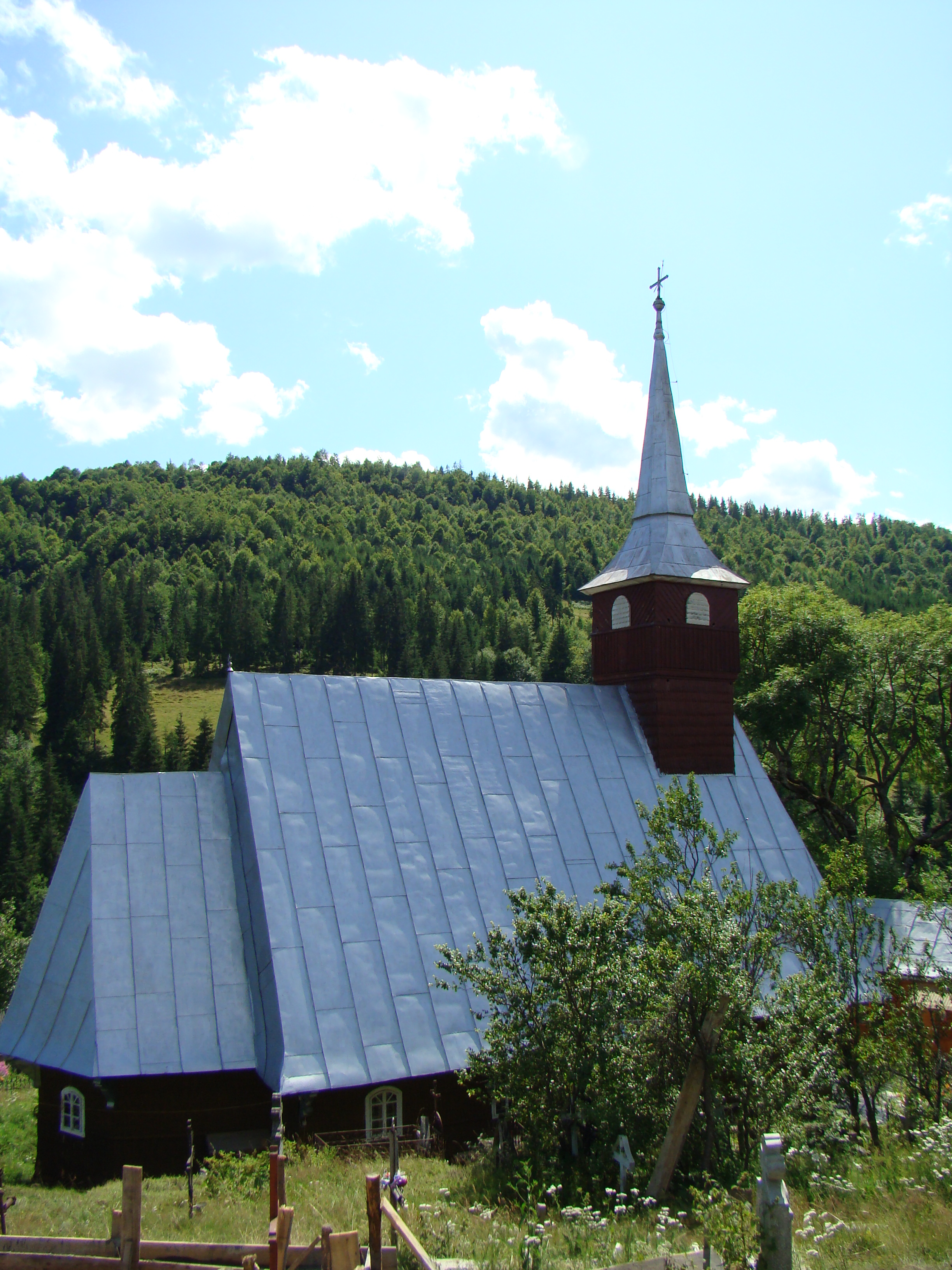
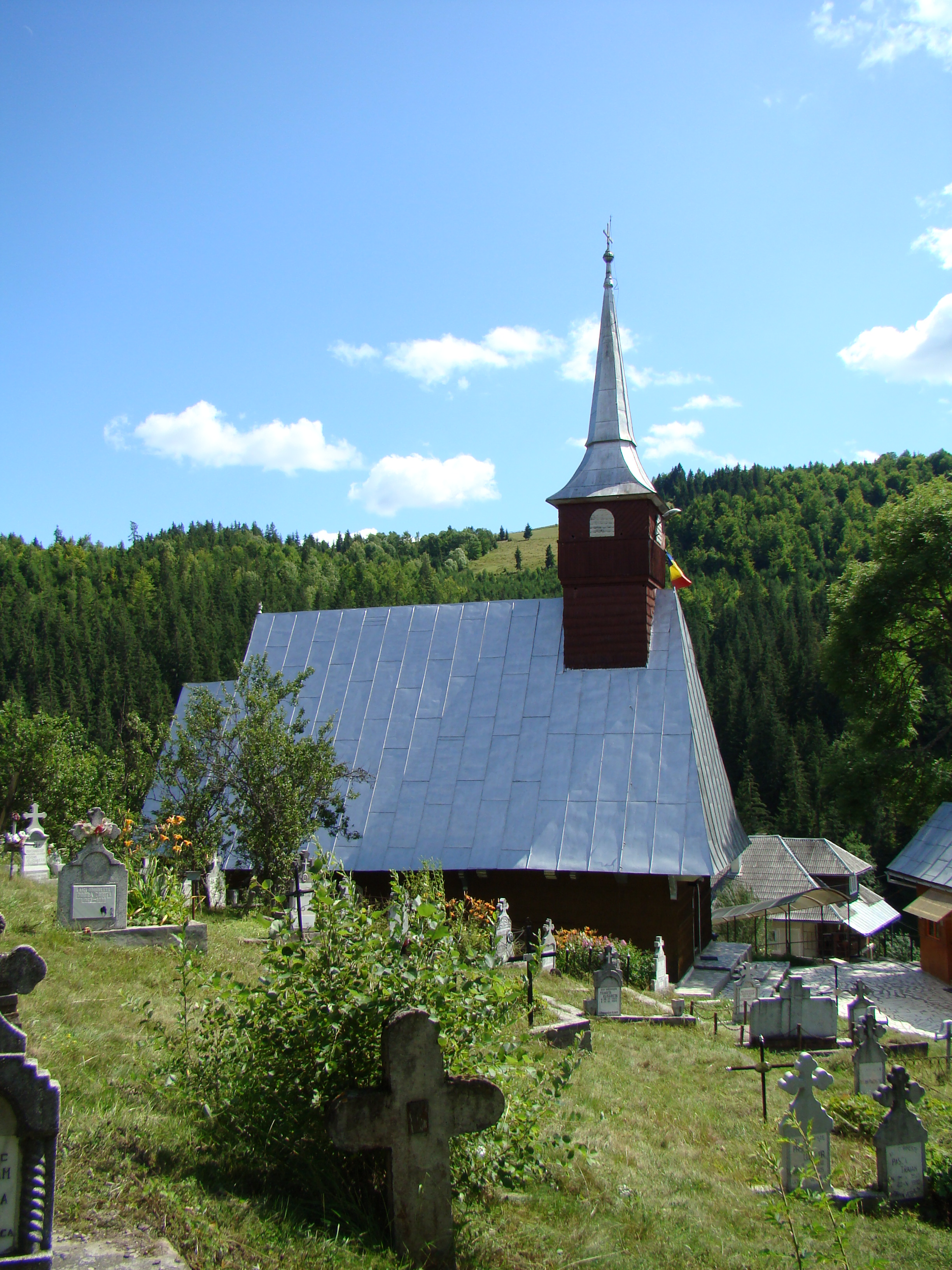
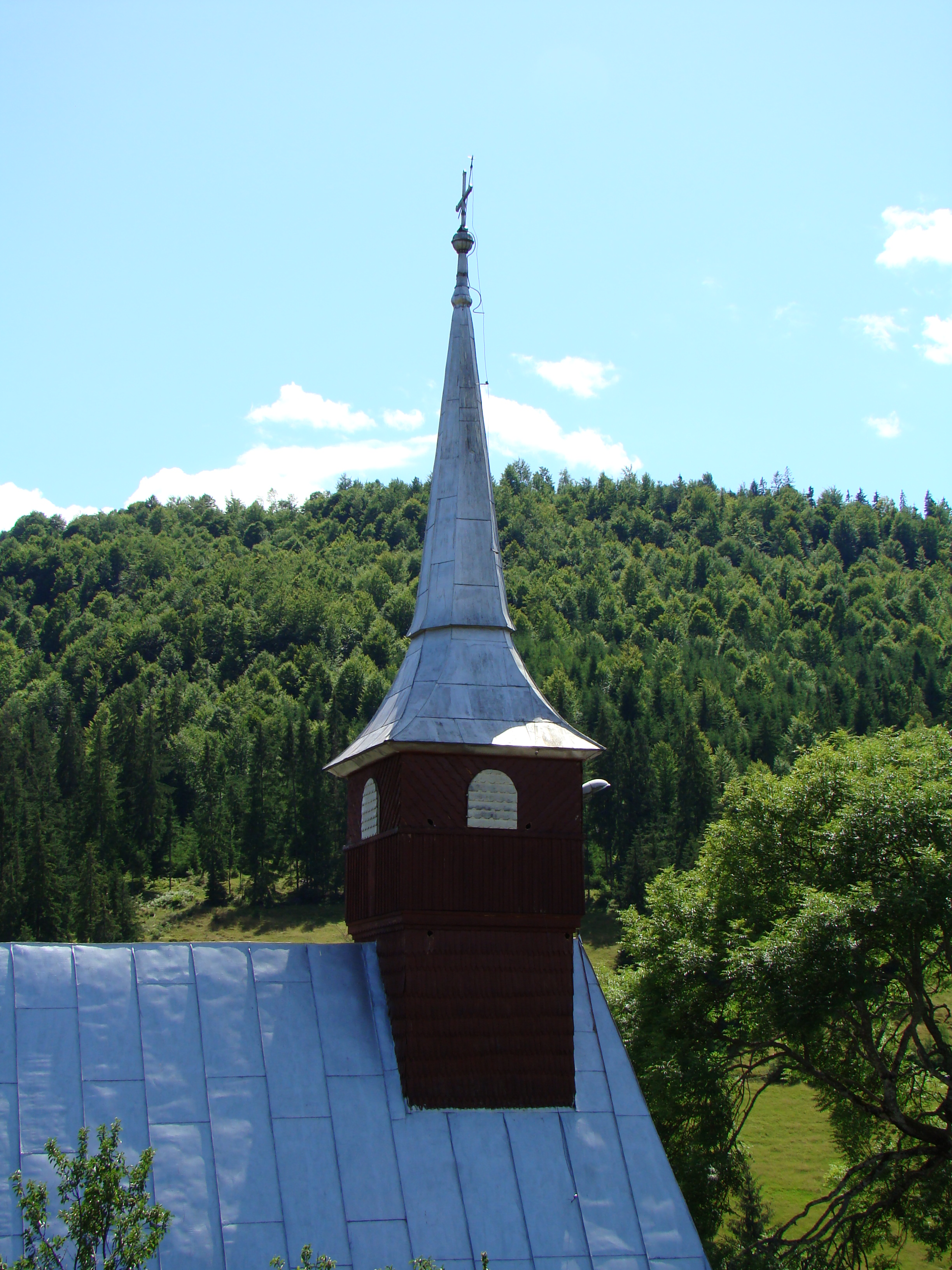
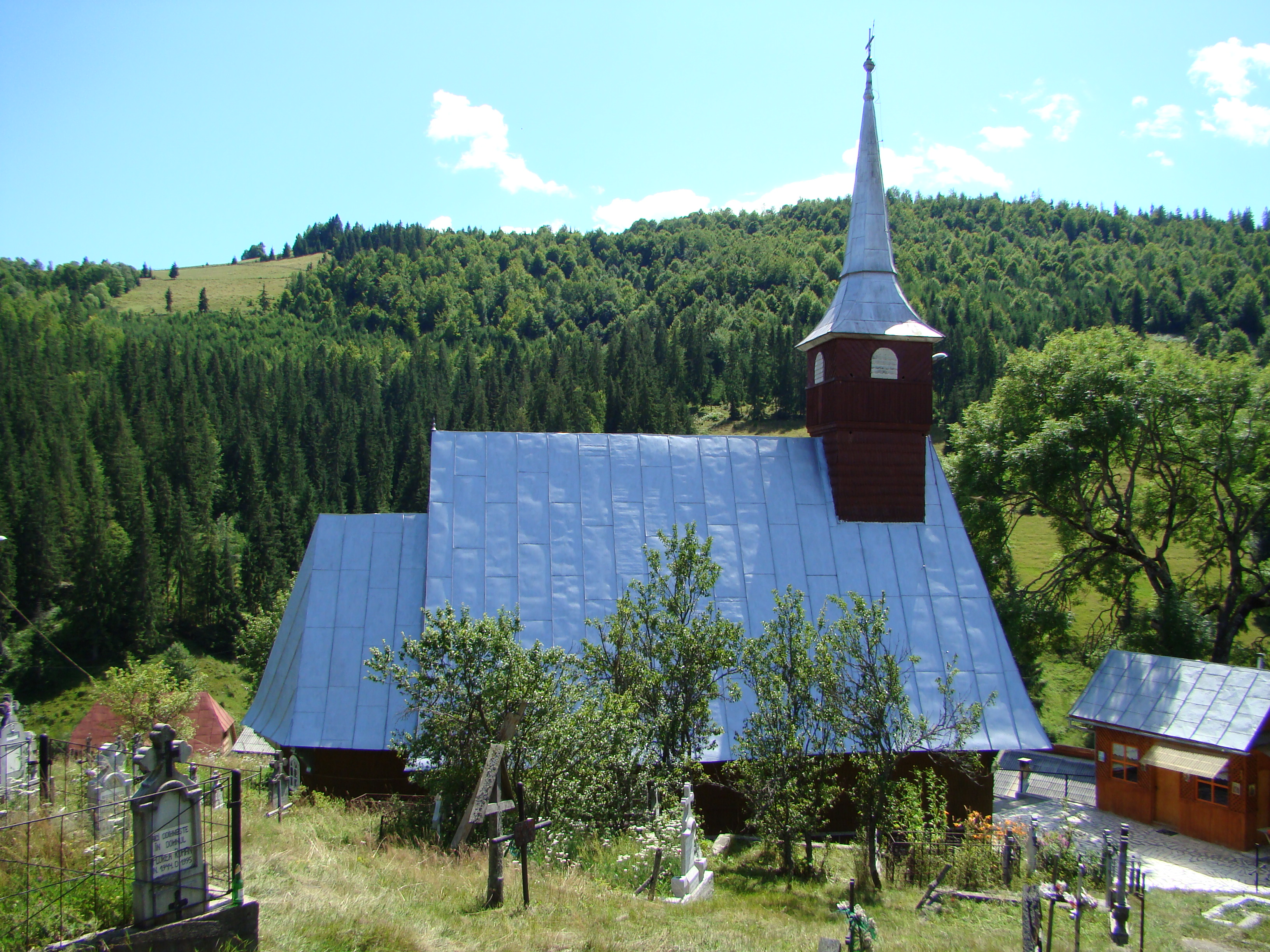
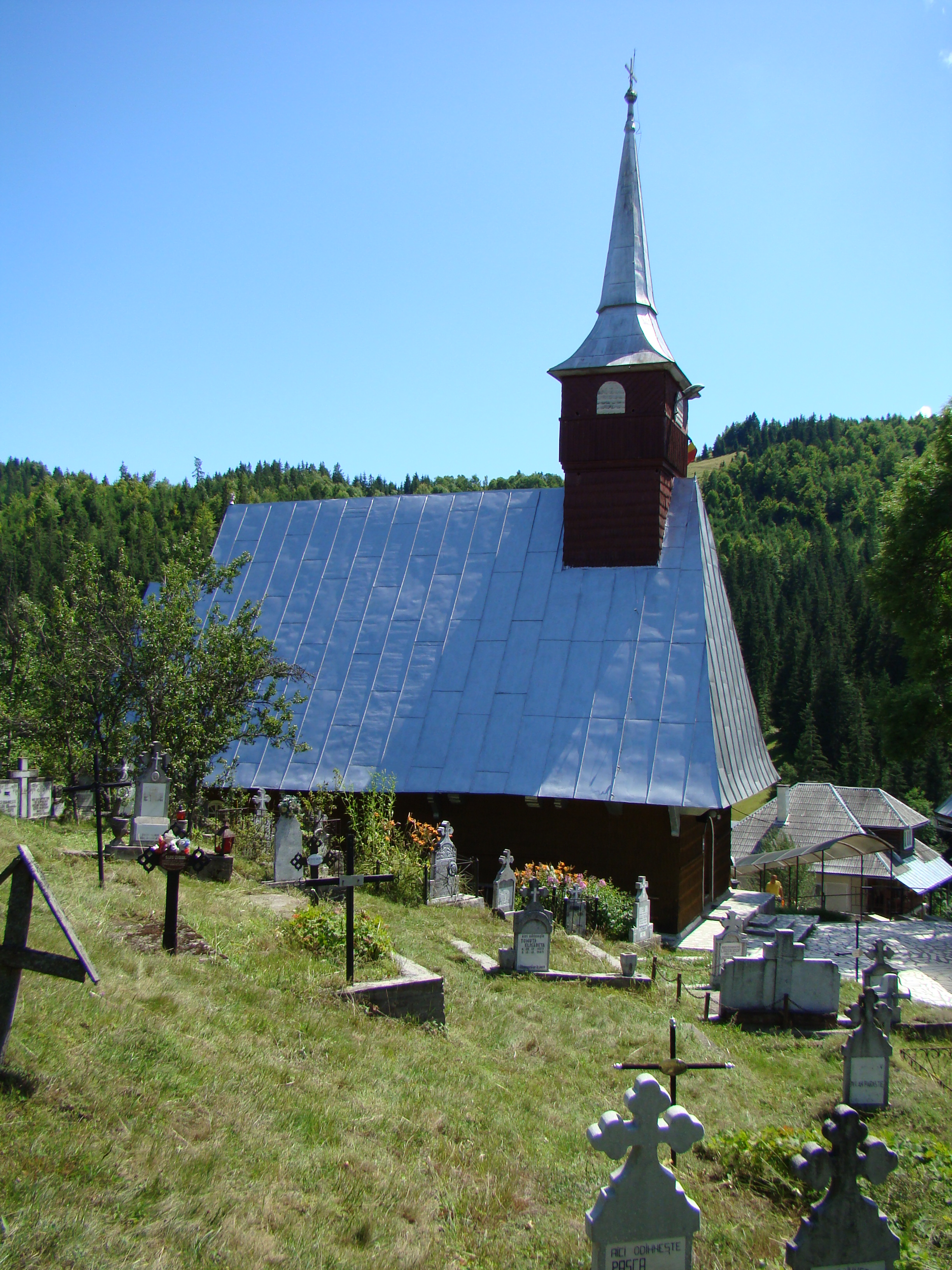
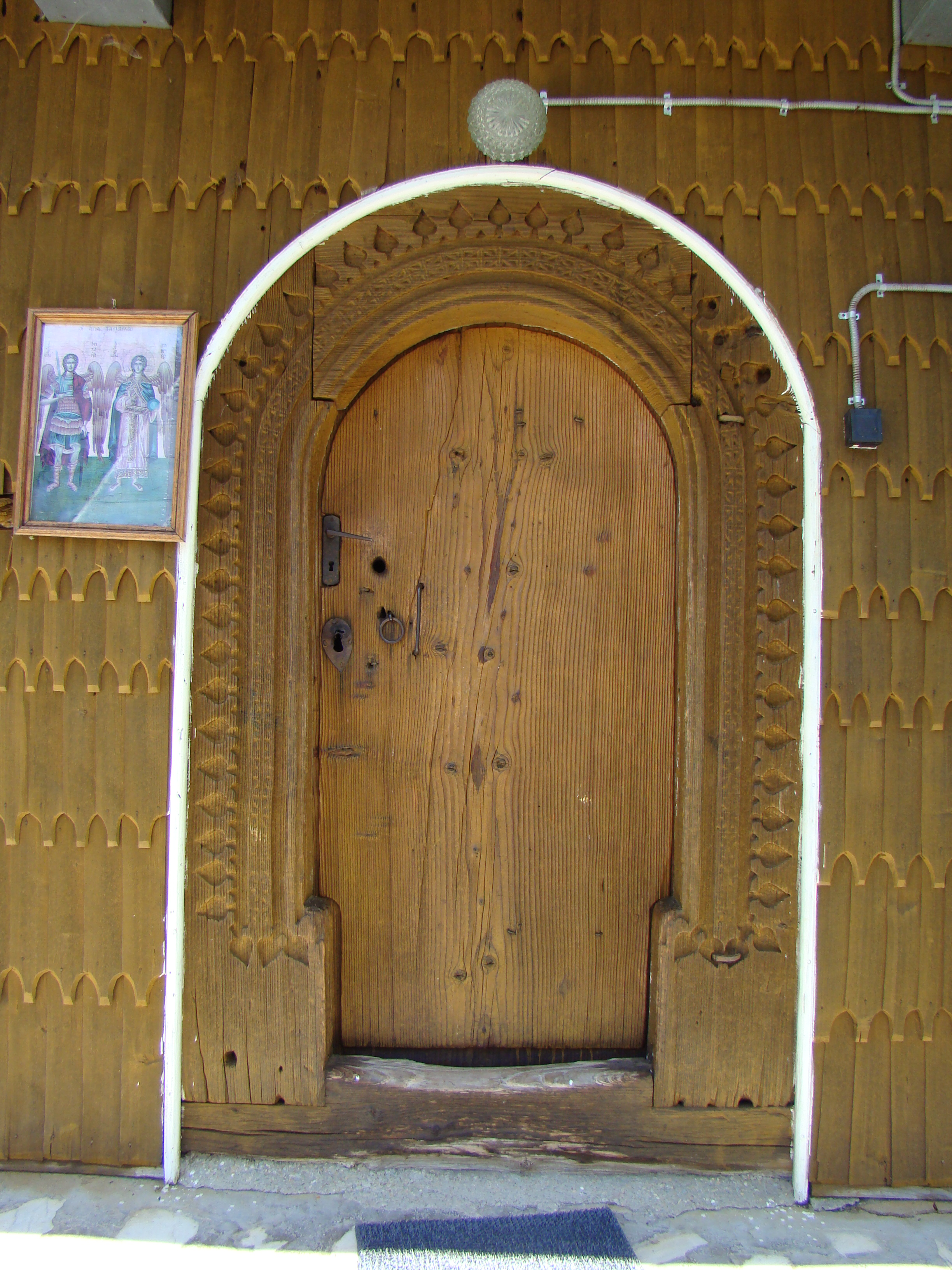